# Oceanía
Oceanía es el continente más pequeño y menos poblado de la Tierra. Es un continente insular, lo que quiere decir que la mayoría de sus países no tienen fronteras o son islas. Está constituido por la plataforma continental de Australia y los archipiélagos de Melanesia, Micronesia y Polinesia. Históricamente se consideró que Insulindia también formaba parte de Oceanía. Todas estas islas están distribuidas por el océano Pacífico. Cuenta con una extensión de 8 542 499 km².
En otros modelos continentales, en particular en los de habla inglesa, se usa Australia en lugar de Oceanía, pero en este caso su definición no incluye las islas del Pacífico. En los de habla portuguesa se considera que el límite entre Asia y Oceanía es la Línea de Wallace, por lo que Timor Oriental es parte de Oceanía. Otros van más allá y consideran que toda Insulindia es parte de Oceanía.

## Etimología

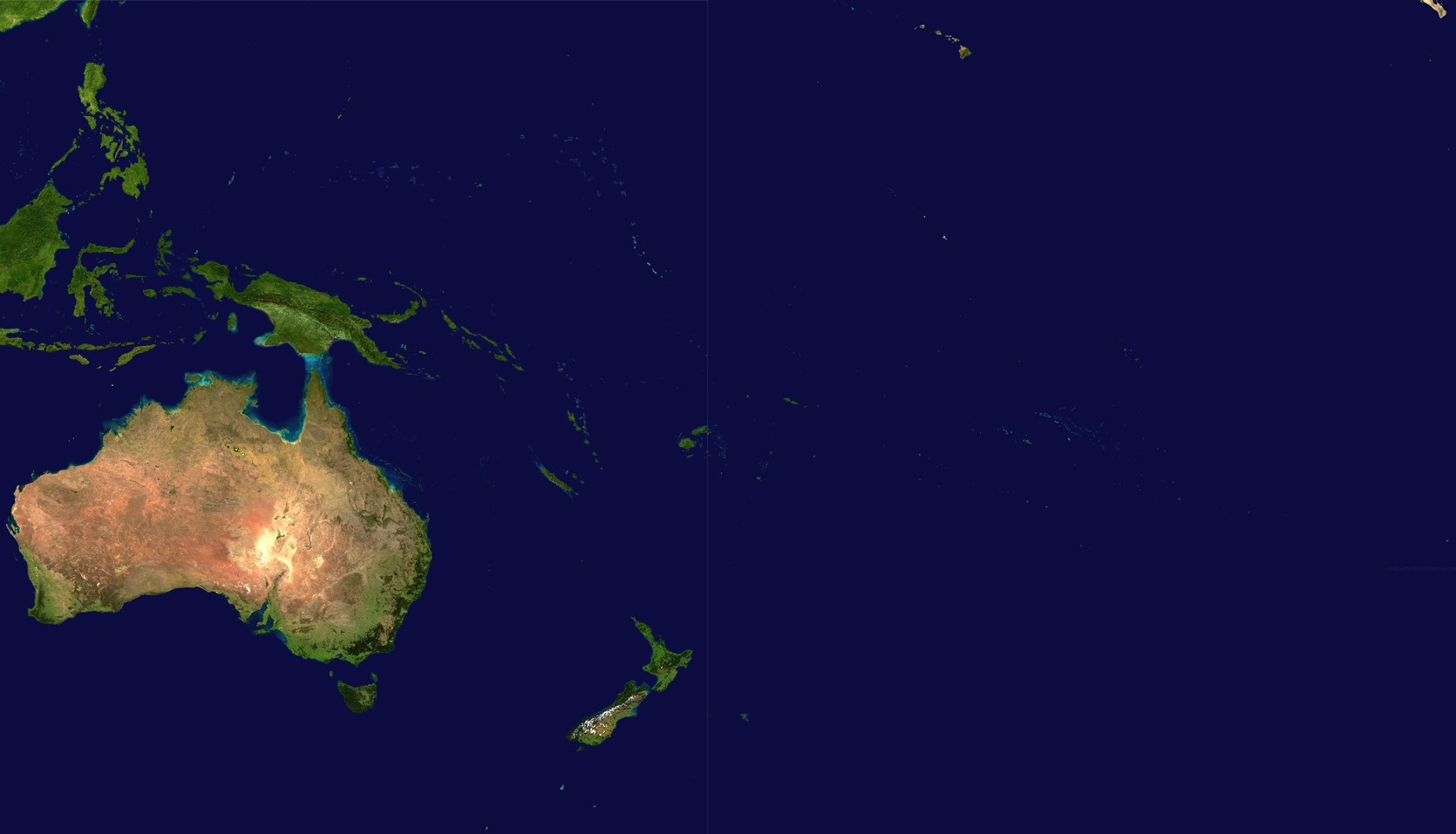
Imagen satelital de Oceanía.

El término fue acuñado por el geógrafo francés Conrad Malte-Brun en 1812 como Océanie, proveniente de océan (océano en francés) el cual, a su vez, deriva del griego antiguo Ōkeanós (Ώκεανός), combinado con el sufijo en latín -ia, basado en su cognado del griego antiguo -ία, -εια que se usa para designar sustantivos femeninos abstractos.
El significado de su nombre se basa en el hecho que su territorio está compuesto por miles de pequeñas islas esparcidas en el océano más grande del planeta.

## Historia

### Paleolítico

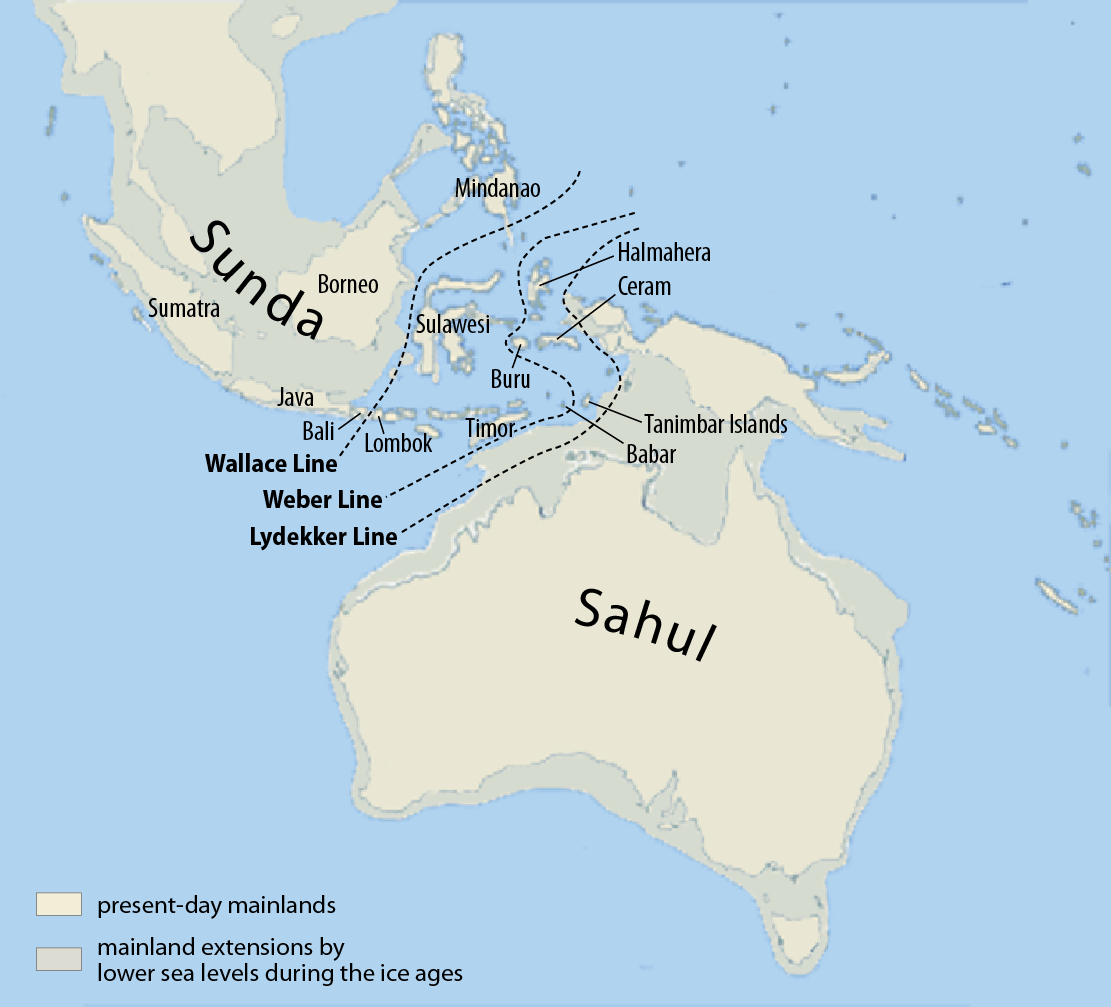
La masa continental de Sahul, antes de que la elevación del nivel de los océanos separase a Australia, Nueva Guinea y Tasmania tras la última era glacial.

Los primeros pobladores humanos de Oceanía procedían del Sudeste de Asia. De ellos descienden los actuales papúes y nativos australianos, los cuales probablemente debieron alcanzar al continente Sahul usando balsas primitivas. Los restos fósiles más antiguos podrían ser los del hombre de Mungo en Nueva Gales del Sur (Australia), con unos 42 000 años de antigüedad, así como los restos arqueológicos de Bobongara en la península de Huon (Papúa Nueva Guinea), con unos 40 000 años.
Por otro lado, las pruebas arqueológicas del uso de plantas en las montañas de Nueva Guinea y las pruebas genéticas poblacionales en nativos australianos y papúes, coinciden en que el poblamiento de Sahul debió llevarse a cabo hace unos 46 000 años.
Hace 33 000 años se habría colonizado la isla de Nueva Irlanda (Melanesia) y hace 28 000 años la isla Buka (Islas Salomón del Norte). Hace 18 000 años Nueva Guinea y Australia formaba una única masa de tierra poblada por seres humanos, posteriormente la subida del nivel del mar aisló a las poblaciones en tres grupos: Nueva Guinea, Australia y Tasmania (además de algunas pocas islas menores). Dichas poblaciones evolucionaron separadamente bajo condiciones ecológicas divergentes y desarrollaron patrones culturales independientes.

### Neolítico

Las islas del Océano Pacífico se dividen en tres grandes grupos: Melanesia, Micronesia y Polinesia

Se han encontrado pruebas de la aparición de la agricultura hace unos 10 000 años, así como especialmente hace 7000, como se observa en las montañas de Nueva Guinea, donde se habría cultivado el tubérculo taro, calabazas y bananas.
La siguiente oleada migratoria humana fue la de los austronesios, también de origen asiático y provenientes de Insulindia. Esta presencia austronesia en Oceanía está testimoniada arqueológicamente ya en el milenio II a. C., cuando ocupaba básicamente regiones dentro de Melanesia. 
El archipiélago Bismarck fue colonizado entre 1300 y 1500 a. C. por pueblos austronesios alfareros (ceramistas), pescadores y agricultores; produciéndose una expansión progresiva por todo Oceanía, de tal manera que ya habrían alcanzado Hawái y Nueva Zelanda durante el primer milenio d. C.; y la última isla importante en ser colonizada fue la Isla de Pascua en el segundo milenio.

### Dominio del Imperio tongano
En el 950 d. C. el Imperio Tu'i Tonga dominó la mayoría de las islas de Oceanía. En sus comienzos los reyes lograron deshacerse del dominio extranjero y consolidar el poder del imperio en lo que hoy es Tonga. Cerca al año 1200 comenzó su expansión hasta, aproximadamente, el 1500. El imperio conquistó lo que hoy en día se conoce como Fiyi, partes de Samoa y otras islas de la polinesia como las Islas Cook y Niue. La gran habilidad para construir canoas y el buen sistema aplicado a las invasiones facilitó que Tu'i Tonga se estableciera en más islas aún.
Hacia el año 1500 se desataron muchos problemas en la realeza del imperio, que debilitó su figura en las colonias, que consiguieron mucha autonomía de la corona real y el poder central. En 1799 fue asesinado Tuku'aho, el rey que poseía el poder en ese momento, lo que desató una terrible guerra civil. Ya con la presencia europea, la guerra civil terminó de devastar a los dos bandos, dejando al imperio diezmado en manos de la Corona británica.

### Colonización y exploración europea

Expedición Magallanes - Elcano: Polinesia Francesa, Kiribati e islas Marianas.

Los españoles fueron los primeros en cruzar el océano Pacífico y las islas de Oceanía. La expedición de Fernando de Magallanes descubrió las Marianas en 1521 y otras islas del Pacífico. Tras la muerte de Magallanes en Filipinas, Juan Sebastián Elcano tomó el mando de la expedición, que acabaría circunnavegando el mundo. 
Poco después exploraron la región los portugueses: en 1525 descubrieron las Carolinas y, al año siguiente, Nueva Guinea. Entre 1525 y 1527 varias expediciones españolas descubrieron las Islas Marshall y las Islas del Almirantazgo y en 1568 las Islas Tuvalu, las Islas Salomón y la Isla Wake. En 1595 otra expedición española descubrió las Marquesas y las Cook. En 1606, la expedición española de Quirós descubrió las Islas Pitcairn y las Nuevas Hebridas, cuya isla principal bautizaron con el nombre de La Australia del Espíritu Santo, creyendo que habían llegado a la Terra Australis. 

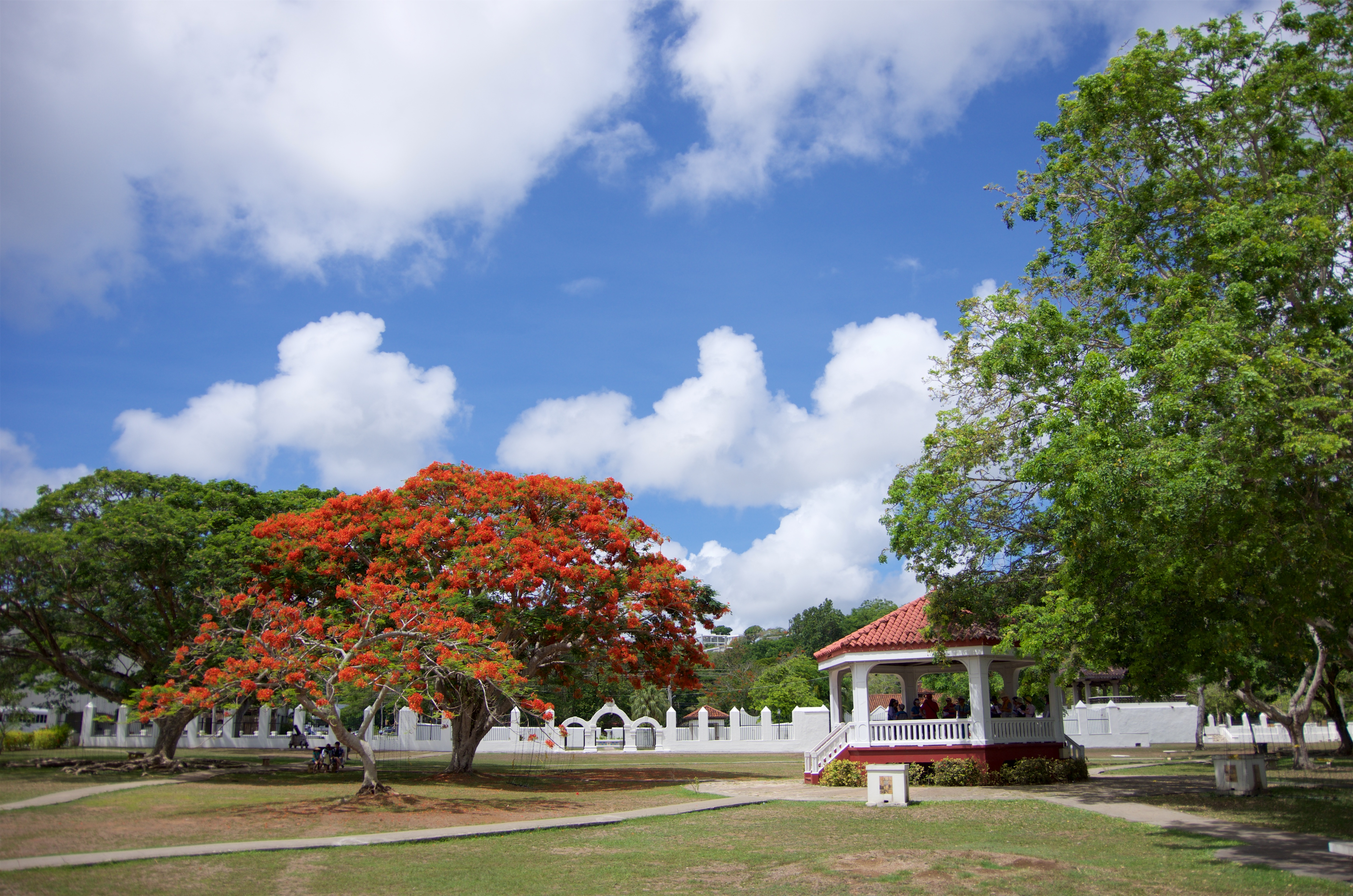
Agaña (Guam, EE. UU.) fundada en 1668 para la gran ruta comercial del Galeón de Manila

A pesar de encontrarse en las Nuevas Hebridas, el nombre "Australia" ha perdurado hasta nuestros días para referirse a esa gran isla. Los neerlandeses recorrieron en 1642 el litoral de Australia y descubrieron Tasmania, las islas Tonga, Fiyi y Bismark. Mientras, durante dos siglos y medio, la ruta española del Galeón de Manila recorrió el Pacífico en ambas direcciones, uniendo los puertos de Acapulco y Manila entre 1565 y 1815.
En el siglo XVIII británicos y franceses se sumaron a la exploración de Oceanía. Entre 1764 y 1770, los británicos recorrieron Tahití, Samoa, Salomón y Nuevas Hébridas. Entre 1772 y 1774, navegantes españoles llegaron a Tahití y descubrieron varias islas del archipiélago de las Tuamotu. Entre 1768 y 1779, navegantes ingleses también llegaron a las islas de la Sociedad, a Nueva Zelanda, las Marquesas, Nuevas Hébridas y Hawái. Los franceses exploraron las islas paralelamente a los británicos. Todos estos viajes determinaron el posterior reparto de Oceanía entre Gran Bretaña y Francia, así como España que llevaba varios siglos en Filipinas y las Marianas.

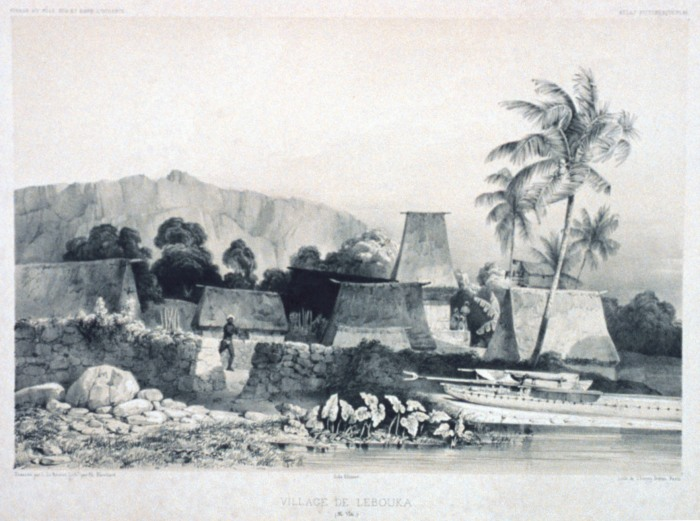
La localidad de Levuka (Fiyi) hacia 1842.

En 1831, Jules Dumont d'Urville dividió las islas de Oceanía en Melanesia, Micronesia, Insulindia y Polinesia, las cuales conforman, conjuntamente con Australia, la división tradicional del continente.

### Independencia de las islas

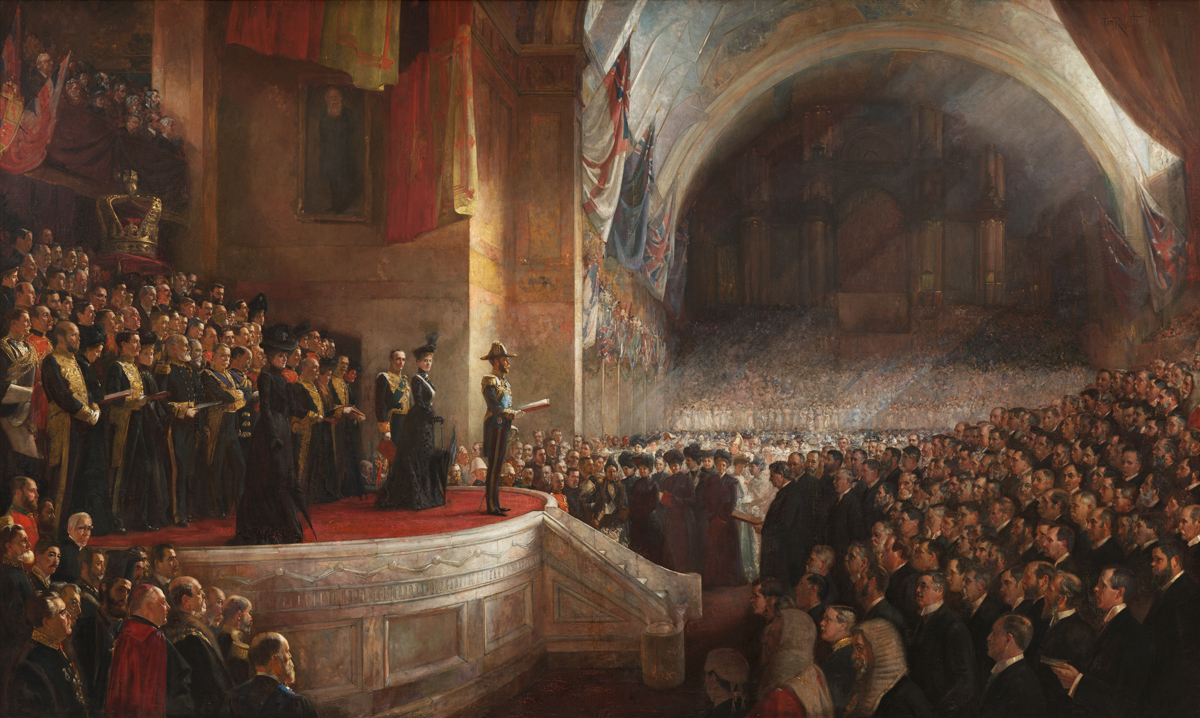
Apertura del Parlamento de Australia en 1901.

A finales del siglo XIX y comienzos del XX comenzaron los deseos de independencia en las colonias británicas de Australia y Nueva Zelanda que, en 1901 y en 1907 respectivamente, abrieron el camino a los demás países hacia la independencia.

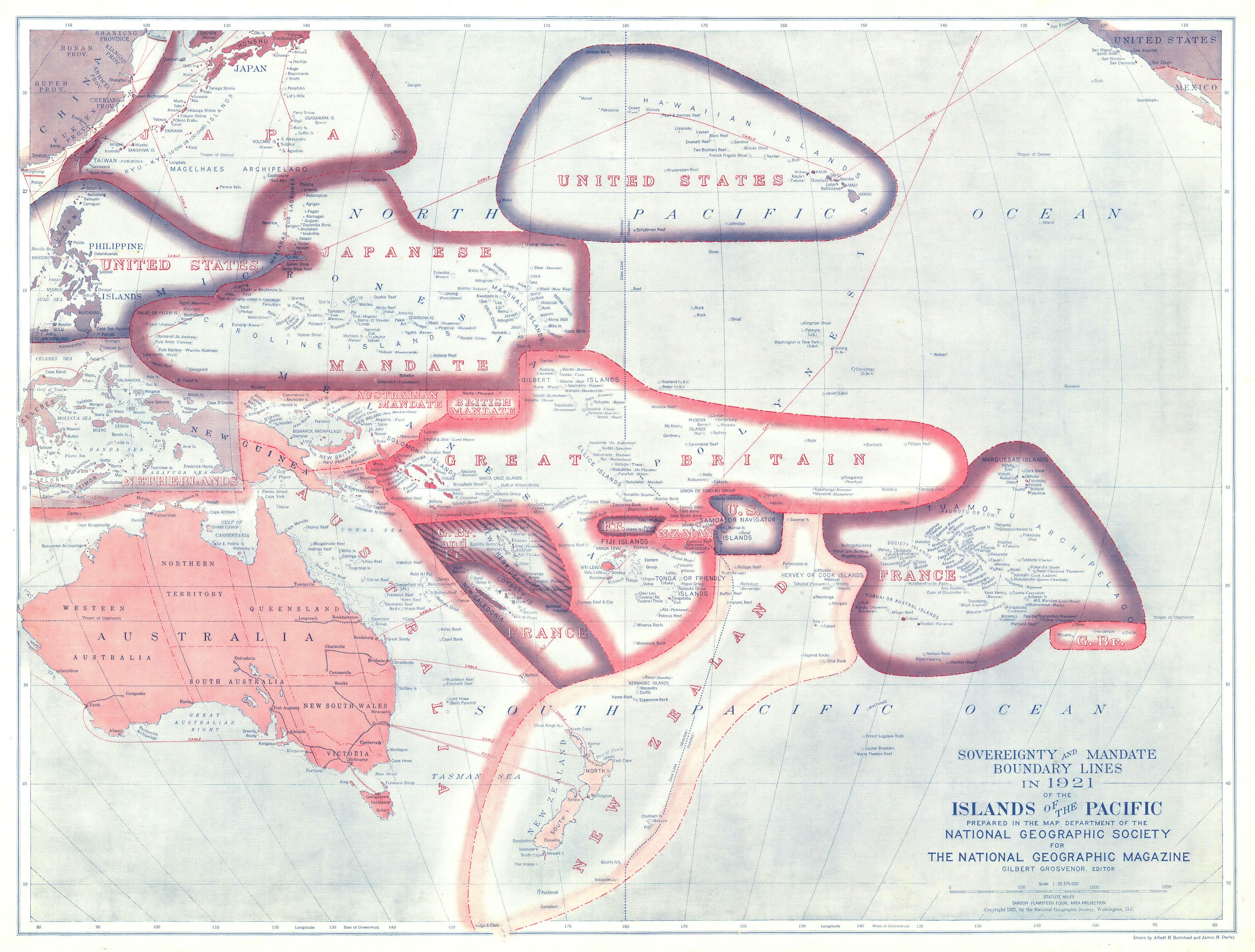
Mandatos y colonias de Oceanía después de la I Guerra Mundial (1921)

Los países más débiles y pobres solo pudieron declararse independientes durante la segunda mitad del siglo XX. En 1962, Samoa declaró su independencia de Nueva Zelanda, que la había ocupado años atrás; luego siguieron Nauru en 1968, Fiyi y Tonga en 1970, las Islas Salomón y Tuvalu en 1978, los Estados Federados de Micronesia y Kiribati en 1979 (aunque reconocida en 1990 para Micronesia), Vanuatu en 1980, las Islas Marshall en 1990 y Palaos en 1994 los siguieron en el proceso de libertad.
Estas naciones formaron el Foro de las Islas del Pacífico para intentar ayudar a países que aún están bajo el mandato de potencias, como Guam, en poder de los Estados Unidos, y Nueva Caledonia y Polinesia Francesa, ambas en poder de Francia.

## Geografía física

### Relieve
El término Oceanía cubre una región macro-geográfica situada entre Asia y América, con Australia continental como la masa principal del continente, seguida por las mucho menores y cercanas islas de Nueva Guinea, Tasmania y Nueva Zelanda, a las que se suman unas 25 000 pequeñas islas dispersas en el Pacífico.
Los territorios de Oceanía se extienden desde el sureste de Asia por el océano Pacífico hacia América. Con su extensión de 9 800 458 km² es el continente más pequeño del mundo. Está bañada por los océanos Índico y Pacífico, con un total de 25 760 km de costas y posee la segunda mayor isla del mundo, Nueva Guinea, con 785 753 km². El clima está fuertemente influenciado por las corrientes oceánicas, incluyendo El Niño, el cual causa sequías periódicas, y el sistema estacional tropical de baja presión, que produce ciclones en el norte de Australia.
La región desértica o semiárida es la de mayor extensión: un 40 % de su territorio está cubierto por dunas de arena. Oceanía es el continente más seco, más plano, con los terrenos de mayor antigüedad y los menos fértiles. Curiosamente, la montaña más alta del continente, el monte Jaya (4884 m), no se halla en Australia, sino que se encuentra en la isla de Nueva Guinea, perteneciendo a Indonesia. El monte Kosciuszko, con 2228 m, es la principal elevación de Oceanía continental.

### Puntos extremos
Los puntos geográficos extremos de Oceanía son los siguientes:
- Punto más al norte: atolón Kure, Hawái.
- Punto más al este: Isla Salas y Gómez, Chile.
- Punto más al sur: Isla Macquarie, Australia.
- Punto más al oeste: Isla West, Australia.

## Geografía política

Mapa político de Oceanía.

Oceanía está compuesto por 14 naciones independientes, 14 dependencias (de países como Estados Unidos, Reino Unido, Francia, Nueva Zelanda y Australia) y 5 territorios integrados en otras naciones no oceánicas como Estados Unidos, Chile e Indonesia. Desde la llegada de los colonizadores europeos, Oceanía estuvo dividida en una serie de territorios dependientes, los que comenzaron a alcanzar su autonomía solo a partir de mediados del siglo XX, a excepción de Australia y Nueva Zelanda, que lo hicieron en 1901 y 1907 respectivamente.

### Organizaciones internacionales y regionales
Los estados de Oceanía se hallan plenamente integrados en la ONU, siendo Australia y Nueva Zelanda países fundadores de dicha organización. De las dependencias, seis de ellas (Tokelau, Polinesia Francesa, Samoa Americana, Pitcairn, Nueva Caledonia y Guam) están incluidas en la lista del Comité de Descolonización de la ONU.
En materia económica, ocho estados son miembros de la Organización Mundial del Comercio (Australia, Fiyi, Nueva Zelanda, Papúa Nueva Guinea, Samoa, Islas Salomón, Tonga y Vanuatu) mientras que otros seis no forman parte de la organización (Kiribati, Islas Marshall, Estados Federados de Micronesia, Nauru, Palaos y Tuvalu). Así mismo, la totalidad del continente se incluye en el Fondo Monetario Internacional.
En materia de justicia y seguridad tan solo 8 países oceánicos están integrados en la INTERPOL (Australia, Fiyi, Nauru, Nueva Zelanda, Islas Marshall, Samoa, Papúa Nueva Guinea, Tonga). En el caso de la Justicia internacional seis países no han firmado ni ratificado el Estatuto de Roma de la Corte Penal Internacional. Mientras que las Islas Salomón han firmado que aún no lo han ratificado. En el resto de países acepta la jurisdicción del Corte Penal Internacional para juzgar casos de crímenes contra la humanidad.
Son tres estados oceánicos (Fiyi, Papúa Nueva Guinea y Vanuatu) los que están adscritos al Movimiento de Países No Alineados.
El peso de las relaciones internacionales en la zona lo llevan Australia y Nueva Zelanda; es por ello que en la mayoría de las organizaciones transcontinentales ambas naciones son miembros. Así, Australia (1971) y Nueva Zelanda (1973) están presentes en la Organización para la Cooperación y el Desarrollo Económicos (1960), en el Plan Colombo (1950) para el desarrollo local junto a Fiyi y Papúa Nueva Guinea. La Asociación ribereña del Océano Índico para la cooperación regional (1995) de cooperación entre países asiáticos, africanos y Australia. Y finalmente, en el Foro de Cooperación Económica Asia-Pacífico (1989) junto con Papúa Nueva Guinea, que entró en 1994.
En 1975 se creó Estados de África, del Caribe y del Pacífico (ACP) para, a través de varios acuerdos (el más reciente Acuerdo de Cotonú del año 2000) luchar contra la pobreza junto a la Unión Europea, que trabaja por medio del Fondo Europeo de Desarrollo. Forman parte de esta organización todos los estados oceánicos salvo Australia y Nueva Zelanda, además de los territorios libres asociados de las Islas Cook y Niue.
A nivel regional el Foro de las Islas del Pacífico es la principal organización. Los miembros plenos son los 14 países independientes, además de dos estados asociados libremente a Nueva Zelanda: las Islas Cook y Niue; y 2 dependencias de Francia: Nueva Caledonia y Polinesia Francesa. Una dependencia como miembro asociado, Tokelau, y también admite como observadores a los países en proceso de descolonización: Samoa Americana, Guam, Wallis y Futuna, Islas Marianas del Norte y un país asiático, Timor Oriental.
Creó la figura de los «dialogue partners» (Canadá, China, la Unión Europea, Francia, el Reino Unido, Japón, Corea del Sur, Malasia, las Filipinas, los Estados Unidos y Tailandia) y mantiene también reuniones separadas de sus ministros de asuntos económicos.
Uno de sus objetivos principales es promover la integración de los territorios de la región, pero también la búsqueda de soluciones para problemas comunes, tales como la seguridad, la pesca o el medio ambiente. La Declaración de Biketawa, firmada en octubre de 2000 pertenecientes al PIF, en donde se preveían mecanismos para que sus miembros intervinieran en los asuntos internos de otros «en tiempos de crisis» fue un paso crucial en el proceso de integración, que ha servido para allanar el envío de la RAMSI y para legitimar su éxito.
Existen otras organizaciones como el Grupo Melanesio Punta de Lanza (1986) que incluye 4 estados (Fiyi, Papúa Nueva Guinea, Islas Salomón y Vanuatu) además de dos partidos políticos pro independencia de sus respectivos territorios, el Movimiento Papúa Libre (Papúa Occidental de Indonesia) y el Frente Socialista de Liberación Nacional Canaco de Nueva Caledonia (colectividad sui generis de Francia). También hay dos organizaciones formadas por todos los estados independientes, dependientes y sus metrópolis (Estados Unidos, Reino Unido y Francia). La primera preocupada por el cambio climático como el Programa de Medio Ambiente Regional del Pacífico (1993) y la segunda la Comunidad del Pacífico (1947) con objetivos científicos y tecnológicos.
Finalmente debemos mencionar la organización militar más importante de la región, el ANZUS (1951), acuerdo firmado entre Australia, Nueva Zelanda y Estados Unidos. El establecimiento de una alianza de este tipo en el sur del Pacífico respondía a una dinámica de bipolaridad en la que Estados Unidos quería garantizar una zona de influencia más allá del territorio en el cual es capaz de influir, y cuya presencia, cercana a la de la Unión Soviética, actuaba como disuasivo de un posible ataque nuclear.

### Estados soberanos
| Bandera                                    | Nombre/Nombre oficial                                         | Establecido | Superficie (km²) | Población  | Habitantes por km² | Capital        | Idioma(s) oficial(es) |
| ------------------------------------------ | ------------------------------------------------------------- | ----------- | ---------------- | ---------- | ------------------ | -------------- | --------------------- |
| Bandera de Australia                       | Australia Mancomunidad de Australia                           | 1901        | 7,741,220        | 20 172 332 | 2, 8               | Canberra       | en                    |
| Bandera de Fiyi                            | Fiyi República de Fiyi                                        | 1970        | 18,274           | 915 303    | 45                 | Suva           | fj/en/hi              |
| Bandera de Islas Marshall                  | Islas Marshall República de las Islas Marshall                | 1986        | 181              | 73 376     | 331                | Majuro         | mh/en                 |
| Bandera de Islas Salomón                   | Islas Salomón                                                 | 1978        | 28,896           | 635 027    | 21.4               | Honiara        | en                    |
| Bandera de Kiribati                        | Kiribati República de Kiribati                                | 1979        | 811              | 106 925    | 136.2              | Tarawa         | gil/en                |
| Bandera de Estados Federados de Micronesia | Micronesia Estados Federados de Micronesia                    | 1986        | 702              | 104 719    | 194                | Palikir        | n/d/en                |
| Bandera de Nauru                           | Nauru República de Nauru                                      | 1968        | 21               | 9 591      | 213                | Yaren          | na/en                 |
| Bandera de Nueva Zelanda                   | Nueva Zelanda                                                 | 1907        | 268,838          | 4 474 549  | 15                 | Wellington     | en/mi                 |
| Bandera de Palaos                          | Palaos República de Palaos                                    | 1994        | 459              | 21 347     | 46.3               | Ngerulmud      | pau/en/ja             |
| Bandera de Papúa Nueva Guinea              | Papúa Nueva Guinea Estado Independiente de Papúa Nueva Guinea | 1975        | 462,840          | 6 791 317  | 16.1               | Puerto Moresby | tpi/en/ho             |
| Bandera de Samoa                           | Samoa Estado Independiente de Samoa                           | 1962        | 2,831            | 198 926    | 5.8                | Apia           | sm/en                 |
| Bandera de Tonga                           | Tonga Reino de Tonga                                          | 1970        | 747              | 106 513    | 137.9              | Nukualofa      | to/en                 |
| Bandera de Tuvalu                          | Tuvalu                                                        | 1978        | 26               | 10 959     | 429                | Funafuti       | tvl/en                |
| Bandera de Vanuatu                         | Vanuatu República de Vanuatu                                  | 1980        | 12,189           | 277 554    | 21.9               | Port Vila      | bi/en/fr              |
|                                            |                                                               | Total       | 8,538,035        | 33,898,438 | 14.7               |                |                       |

Datos de superficie y población consultados en The World factbook (enlace roto disponible en Internet Archive; véase el historial, la primera versión y la última). actualizados 1 de junio de 2016.

### Dependencias
Son territorios dependientes de otras potencias en materias como política exterior, defensa o relaciones comerciales. Algunos de estos territorios están incluidos en el Comité de descolonización de la ONU, como Samoa Americana, la Polinesia francesa, Guam, Nueva Caledonia, Islas Pitcairn y Tokelau. Los territorios dependientes de Francia no forman parte de la Unión Europea, pero son considerados territorios asociados en virtud del Tratado de Lisboa. Las Islas Pitcairn tuvieron ese mismo estatus hasta la salida del Reino Unido de la Unión. Las Islas Cocos, la Isla de Navidad y las Islas Heard y McDonald son territorios externos de Australia que se encuentran en Asia, concretamente en el Océano Índico, por lo que no están incluidos en esta lista.
| Bandera                                   | Nombre/Estatus                                                     | Fecha | Estado         | Superficie (km²) | Población | Habitantes por km² | Capital          | Idioma(s) oficial(es) |  |
| ----------------------------------------- | ------------------------------------------------------------------ | ----- | -------------- | ---------------- | --------- | ------------------ | ---------------- | --------------------- |  |
| Bandera de Guam                           | Guam Territorio organizado no incorporado                          | 1950  | Estados Unidos | 544              | 162 742   | 312                | Agaña            | en/ch                 |  |
| Bandera de Isla de Navidad                | Isla de Navidad Territorio externo                                 | 1958  | Australia      | 135              | 1843      | 107                | Flying Fish Cove | en                    |  |
| Bandera de Australia                      | Islas Ashmore y Cartier Territorio externo                         | 1931  | Australia      | 199              | 0         | 0                  | -                | -                     |  |
| Bandera del Territorio de las Islas Cocos | Islas Cocos Territorio externo                                     | 1955  | Australia      | 14               | 596       | 4257               | West Island      | en/mal                |  |
| Bandera de Islas Cook                     | Islas Cook Estado Libre Asociado                                   | 1931  | Nueva Zelanda  | 236              | 9556      | 87                 | Avarua           | rar/en                |  |
| Bandera de Australia                      | Islas del Mar del Coral Territorio externo                         | 1969  | Australia      | 3                | 0         | 0                  | -                | -                     |  |
| Bandera de Islas Marianas del Norte       | Islas Marianas del Norte Estado Libre Asociado                     | 1978  | Estados Unidos | 464              | 53 467    | 168                | Saipán           | en/ch/cal             |  |
| Bandera de Islas Pitcairn                 | Islas Pitcairn Territorio de ultramar                              | 2009  | Reino Unido    | 47               | 54        | 0,98               | Adamstown        | en/pih                |  |
| Bandera de Estados Unidos                 | Islas Ultramarinas menores Territorio no organizado no incorporado | 1974  | Estados Unidos | 28,9             | 0         | 0                  | -                | -                     |  |
| Bandera de Niue                           | Niue Estado Libre Asociado                                         | 1974  | Nueva Zelanda  | 260              | 1190      | 17                 | Alofi            | en/niu                |  |
| Bandera del Territorio de la Isla Norfolk | Isla Norfolk Territorio externo                                    | 1979  | Australia      | 36               | 2210      | 53,2               | Kingston         | en/pih                |  |
| Bandera de Nueva Caledonia                | Nueva Caledonia Colectividad sui géneris                           | 1998  | Francia        | 18 575           | 275 355   | 12,5               | Numea            | fr                    |  |
| Bandera de Polinesia Francesa             | Polinesia Francesa Colectividad de ultramar                        | 2004  | Francia        | 4167             | 285 321   | 65,8               | Papeete          | fr/ty                 |  |
| Bandera de Samoa Americana                | Samoa Americana Territorio no organizado no incorporado            | 1967  | Estados Unidos | 199              | 54 194    | 353                | Pago Pago        | en/sm                 |  |
| Bandera de Tokelau                        | Tokelau Territorio dependiente                                     | 1948  | Nueva Zelanda  | 12               | 1337      | 141                | Atafu            | en/n/d                |  |
| Bandera de Wallis and Futuna              | Wallis y Futuna Colectividad de ultramar                           | 2003  | Francia        | 142              | 15 664    | 115                | Mata-Utu         | fr/n/d                |  |
|                                           |                                                                    |       | Total          | 25 061           | 863 891   | 0                  |                  |                       |  |

Datos de superficie y población consultados en The World factbook Archivado el 19 de agosto de 2020 en Wayback Machine. actualizados 1 de junio de 2016.

### Territorios oceánicos integrados en estados no oceánicos
| Bandera                      | Nombre/Nombre oficial                               | Estatus | Estado         | Superficie (km²) | Población | Habitantes por km² | Capital   | Idioma(s) oficial(es) |
| ---------------------------- | --------------------------------------------------- | ------- | -------------- | ---------------- | --------- | ------------------ | --------- | --------------------- |
| Bandera de Hawái             | Hawái Estado                                        | 1959    | Estados Unidos | 28 311           | 1 431 603 | 214                | Honolulu  | en/haw                |
| Bandera de la Isla de Pascua | Isla de Pascua Comuna Provincia de régimen especial | 1973    | Chile          | 163,6            | 7750      | 35,2               | Hanga Roa | es/rap                |
|                              | Molucas Provincia                                   | 1950    | Indonesia      | 62 946           | 1 895 000 | 30,1               | Ambon     | id                    |
|                              | Molucas del Norte Provincia                         | 1999    | Indonesia      | 31 982           | 1 235 700 | 38,6               | Sofifi    | id                    |
|                              | Papúa Provincia                                     | 1962    | Indonesia      | 319 036          | 3 486 432 | 8,7                | Jayapura  | id                    |
|                              | Papúa Occidental Provincia                          | 2003    | Indonesia      | 140 375          | 760 855   | 3,8                | Manokwari | id                    |

Datos de superficie y población consultados en The World factbook Archivado el 19 de agosto de 2020 en Wayback Machine. actualizados 1 de junio de 2016.

## Delimitación y divisiones
La definición exacta de qué territorios pertenecen al continente es muy variada:

### División cultural

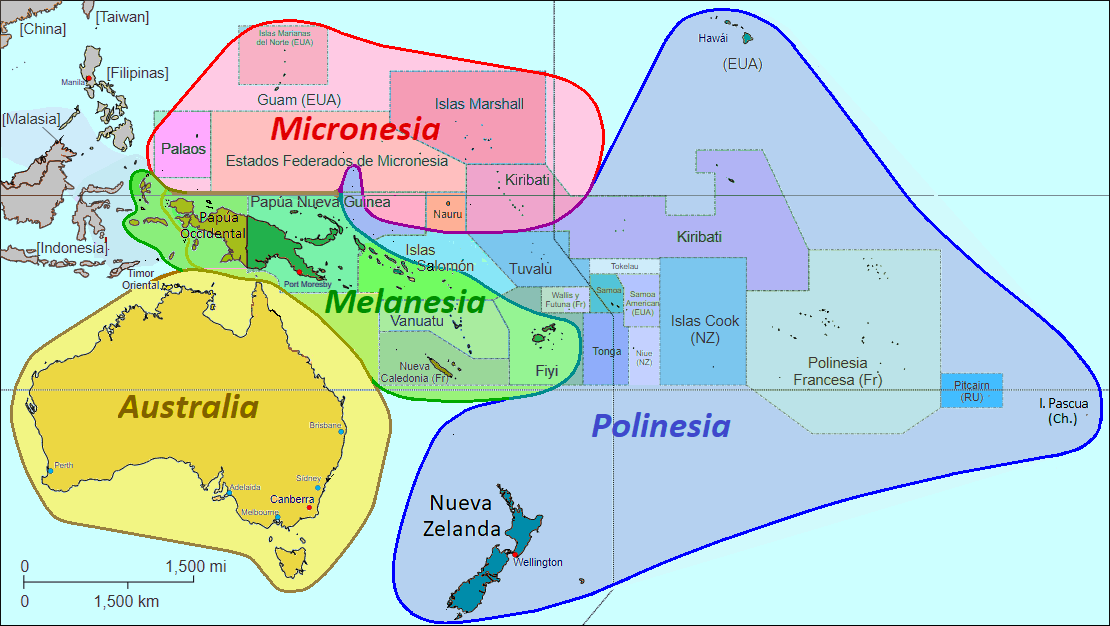
División cultural de Oceanía.

Oceanía se divide cultural y tradicionalmente en cuatro regiones: Australia, que posee dimensiones continentales, y los archipiélagos de las islas del Pacífico, ubicadas en las regiones de Melanesia, Micronesia y Polinesia, las cuales siempre se incluyen en Oceanía. Esta división viene de inicios del siglo XIX y fue postulada por exploradores franceses basados en aspectos culturales, étnicos y lingüísticos. Inicialmente, D'Urville incluyó a Australia en Melanesia.

### División política
Oceanía se divide políticamente de acuerdo con las fronteras nacionales. En este sentido, la frontera entre Oceanía y Asia vendría a coincidir con la frontera entre los países de Indonesia y Papúa Nueva Guinea. Según el Geoesquema de las Naciones Unidas para Oceanía, los países de Oceanía se agrupan en las regiones Melanesia, Micronesia y Polinesia, además de la región de Australia y Nueva Zelanda, esta última a veces llamada Australasia.

### Geología
Oceanía se extiende principalmente sobre dos grandes placas tectónicas: el territorio ubicado dentro de la placa Australiana que, además de Australia, incluye la isla de Tasmania, el norte de Nueva Zelanda y el sur de la isla de Nueva Guinea; y la gran placa Pacífica, que se extiende por gran parte el resto de Oceanía.
El territorio del Este de Indonesia situado dentro de la Placa Australiana y constituido por el sur de Nueva Guinea Occidental y otras islas más pequeñas, geológicamente son parte de Oceanía. Otras placas menores que conforman Oceanía son: Placa de Kermadec, Placa de Tonga, Placa del Arrecife de Conway, Placa de Timor, Placa Woodlark, Placa del Mar de Banda, Placa de las Carolinas, Placa del Mar de las Molucas, Placa de Maoke, Placa Cabeza de Pájaro, entre otras.

### División biogeográfica
- La frontera biogeográfica entre Asia y Oceanía ha sido definida de manera diversa. La delimitación más coherente sería probablemente la línea de Weber, postulada por Max Weber, la cual buscó el punto intermedio de equilibrio entre la fauna y flora provenientes de las regiones de Sahul (Oceanía) y Sonda (Asia), especialmente en lo referente a los vertebrados. Bajo este punto de vista, varias islas de Indonesia oriental se consideran parte de Oceanía, tales como Nueva Guinea, Halmahera, Raja Ampat, Obi, Seram, Buru, Aru y otras.

- Otras líneas de importancia biogeografica que son usadas como frontera entre Asia y Oceanía son la línea de Wallace y la línea de Lydekker, las cuales definen la región intermedia de Wallacea. Un sector de los geógrafos y en especial biogeógrafos que consideran que el límite entre Asia y Oceanía es la línea de Wallace, incluyen de esta forma en Oceanía a las islas de Célebes, Sumba, Flores, Timor, las islas Molucas y menores de la Sonda.

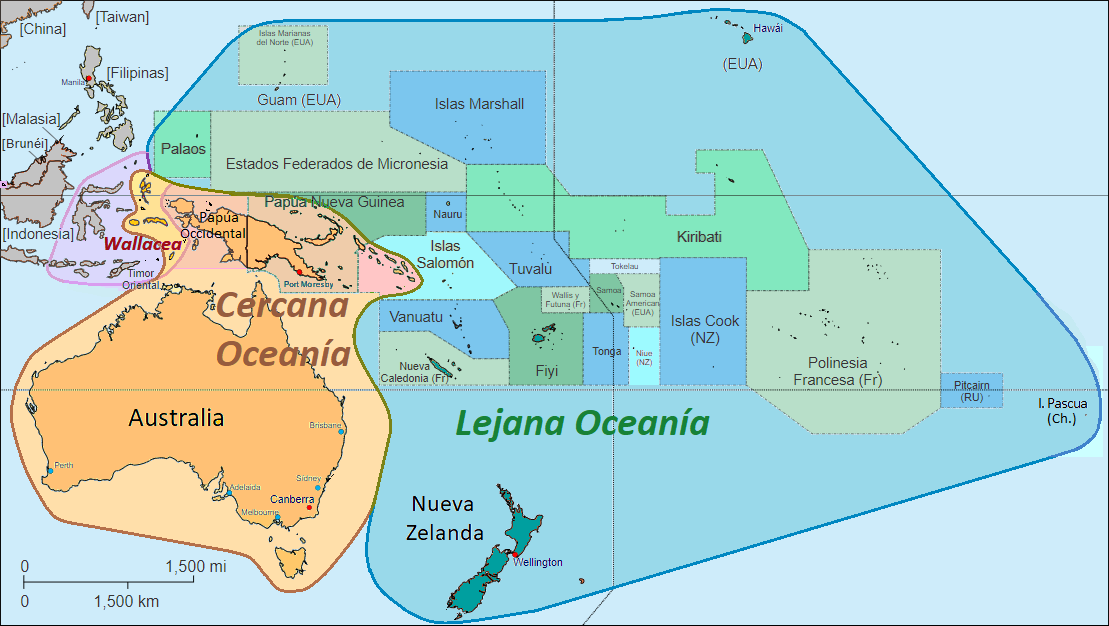
División biogeográfica entre Cercana Oceanía y Lejana Oceanía.

- Oceanía se divide biogeográficamente en dos regiones: Cercana Oceanía, formada por las islas de Melanesia occidental y finalmente también por Australia, dependiendo de los autores; y Lejana Oceanía, formada por Melanesia oriental y demás islas del Pacífico. Cercana Oceanía está en relación con el antiguo continente Sahul y las islas próximas, no separadas de Sahul por más de 350 km, donde frecuentemente desde las montañas de una isla se puede divisar a lo lejos la siguiente isla.[14] La distancia hace una diferencia sustancial en cuanto a la expansión de la fauna, flora y migraciones humanas, pues la colonización de Cercana Oceanía se realiza en el Pleistoceno, hace más de 40 000 años, mientras que la colonización Lejana Oceanía se lleva a cabo recién en el Neolítico mediante las embarcaciones de pueblos austronesios que partieron desde las islas Salomón durante el segundo milenio a. C.

### Otras divisiones y delimitaciones
- Un sector de los entendidos incluye a Insulindia (que políticamente incluye a Indonesia, Filipinas, Brunéi, Timor oriental, Sabah y Sarawak) como parte de Oceanía,[2] lo que se ha visto reflejado en algunos atlas y en el popular juego de tablero Risk. El campo de la lingüística prueba este límite, dado que las lenguas habladas en Melanesia, Polinesia, Micronesia e Insulindia están tan estrechamente emparentadas que conforman la subfamilia lingüística Malayo-polinesia. Investigaciones genéticas también corroboran este límite al demostrar el estrecho lazo étnico entre estas zonas de Oceanía.[15]

- El archipiélago polinesio de Hawái es un estado estadounidense. Las islas hawaianas, aunque están a relativa distancia de la mayor parte de las islas de Oceanía, culturalmente están mucho más cerca del resto de Oceanía que de América.

- Los pocos territorios de Estados Unidos en el Pacífico Norte (denominados en forma agrupada como islas ultramarinas) están deshabitados, excepto por el personal itinerante de servicio. Son agrupados muchas veces junto a la parte continental de Estados Unidos, dentro del continente americano.

- La isla de Pascua es una isla polinésica situada en el Pacífico Oriental, perteneciente a Chile, y es generalmente incluida en Oceanía como su punto más oriental, debido en parte a que sus antiguos habitantes procedían de la Polinesia. Por pertenecer a Chile, es el único lugar de Oceanía donde el español es idioma oficial. En Chile, también se considera que la cercana isla Salas y Gómez pertenece geográficamente a Oceanía.

- Nueva Zelanda está dentro del llamado triángulo polinesio y en este sentido forma parte de Polinesia. La de Nueva Zelanda constituye una de las mayores culturas de Polinesia.

- La República Democrática de Timor Oriental es un país que suele ser considerado parte del continente australiano, por lo que a veces se le incluye en Oceanía.

- El término Oceanía, en su sentido más amplio, abarca toda la región insular entre Asia y América, junto a la sección continental de Australia, excluyendo las islas Ryukyu, Kuriles, las islas Aleutianas, las Galápagos, las islas Desventuradas, el archipiélago Juan Fernández y el archipiélago de Japón.

- El término Australasia incluye invariablemente Australia y generalmente a Nueva Zelanda, Papúa Nueva Guinea y otras partes próximas de Oceanía. El nombre alude a la región "al sur (austro) de Asia" y en tal sentido fue acuñado por Charles de Brosses en 1756. Debido a diferentes controversias interpretativas, a veces Australia no es incluida en Oceanía, a pesar de que existan términos como «Islas del Pacífico» que son utilizados normalmente para describir Oceanía sin Australia. A principios del siglo XX, Australasia se utilizó como denominación de los combinados deportivos australianos y neozelandeses, en la actualidad existen numerosas organizaciones conjuntas de Australia y Nueva Zelanda que llevan esta denominación. Pero la aceptación más generalizada del término Australasia es la que le ha dado el Fondo Mundial para la Naturaleza (WWF) al establecer que Australasia abarca Australia, Tasmania, Nueva Zelanda, Nueva Guinea, Melanesia y las islas de la Wallacea (el oriente de Indonesia).

### Organizaciones políticas

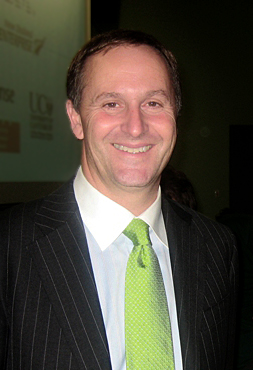
John Key, primer ministro de Nueva Zelanda.

Son pocos los países de Oceanía que gozan de libertad de expresión y sufragio universal. Solo Australia y Nueva Zelanda poseen gobiernos democráticos que pueden mantenerse a lo largo de los años, a pesar de que en Samoa, Vanuatu y Tonga los gobiernos también se encuentran bastantes consolidados.[cita requerida]
En los demás países independientes o con deseos de serlo se viven momentos de irregularidad política, Fiyi sufrió un golpe de Estado en 2006 y por esa razón fue expulsado de la Mancomunidad de Naciones, en Nueva Caledonia y, en menor medida, en la Polinesia Francesa se sufren tensiones por los deseos de la población nativa de declarar la independencia de Francia, Papúa Nueva Guinea posee un gobierno nacional muy débil, amenazado constantemente. Algo parecido ocurre en Islas Salomón.[cita requerida]
Otros países no han tenido más elección que "someterse" a un país más poderoso, debido a que no pueden mantenerse económicamente de forma autónoma. Niue, Islas Cook y Tokelau firmaron un tratado de libre asociación con Nueva Zelanda. La Polinesia Francesa, Wallis y Futuna y Nueva Caledonia son estados dependientes de Francia. En la Micronesia la situación de los estados es muy mala. Todos poseen economías débiles y por lo tanto están muy influenciados por Estados Unidos, que domina la mayoría de los países de la región. Porque aunque no los domine políticamente, posee mucho poder sobre la economía de estos países en vías de desarrollo.

## Economía

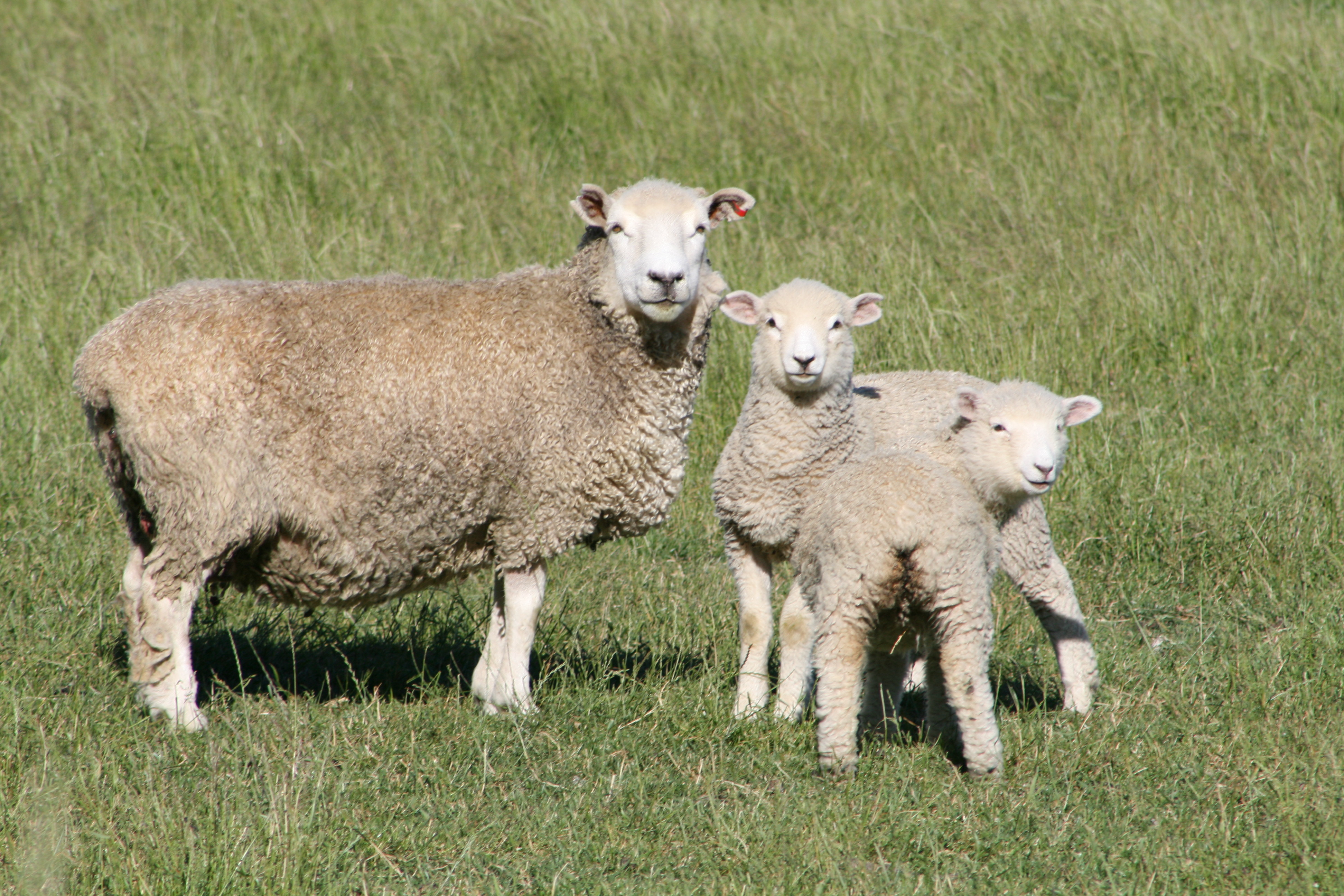
La cría del ganado ovino ha sido una de las principales actividades de las potencias oceánicas de Australia y Nueva Zelanda.

El peso de Oceanía en la economía mundial es muy escaso, apenas aporta tan solo el 1 % de la producción total.
Australia y Nueva Zelanda tienen una economía diversificada y muy desarrollada. Aunque hoy en día la mayor parte de la población trabaja en los servicios, el sector primario sigue siendo clave y proporciona una buena parte de las exportaciones.
Ambos países concentran el 40 % del ovino mundial, son los principales productores de lana y aportan más de un tercio de la producción mundial.

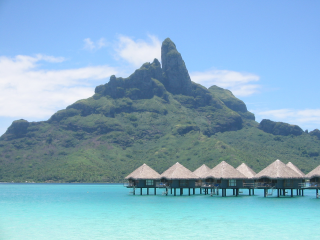
El turismo es una de las principales actividades económicas de muchos países con ingresos bajos. El monte Otemanu en Bora Bora.

En Australia la actividad industrial ha experimentado un fuerte crecimiento en las últimas décadas, principalmente la industria pesada y la industria química; en su mayor parte, gracias a los importantes yacimientos mineros. Por su parte, Nueva Zelanda posee numerosos lagos, utilizados para la producción de energía hidroeléctrica, lo que ha favorecido el desarrollo de diversas industrias básicas.
Dos tercios de la producción de Australia y Nueva Zelanda es insertada en los mercados asiáticos.
En los demás países del Pacífico, consiste en una economía rudimentaria y de autoabastecimiento. En las islas volcánicas se práctica la agricultura. En estas islas se hallan distintas especies tropicales.
El producto más importante que se exporta es la palmera cocotera, también hay piñas, arroz, bananas, caña de azúcar y la llamada «fruta del árbol del pan».
Otra actividad importante es la minera, hay reservas de oro en Papúa Nueva Guinea y níquel y hierro en Nueva Caledonia. En el océano Pacífico se hallan nódulos polimetálicos, que en algunas zonas son trabajados para la obtención de metales.
Una fuente de ingresos importantes es el turismo. Tahití y Fiyi son algunos países que subsisten principalmente con la industria del turismo. Es explotada por grandes industrias que construyen hoteles muy exóticos y consiguen cruceros y aviones para atraer al turismo mundial.
La pesca es también una actividad importante, especialmente en los países pequeños, como Wallis y Futuna, Nauru, Niue y las Islas Marshall.

## Demografía y geografía humana

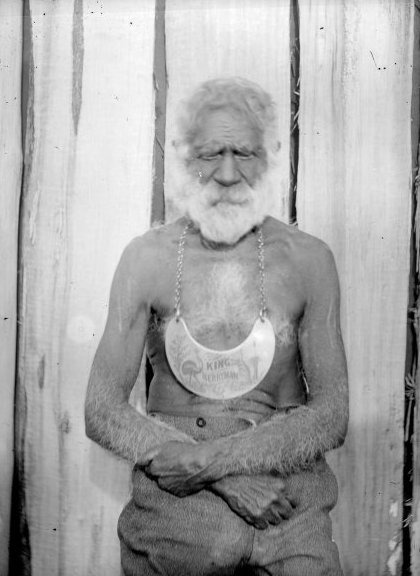
King Merriman, un líder aborigen australiano

Esta región es la menos poblada del mundo (con excepción de la Antártida) con aproximadamente 34 300 000 habitantes en el año 2010, esta cifra ha aumentado considerablemente debido a la alta natalidad y la baja mortalidad de Oceanía. La tasa de natalidad oceánica es de 21 % y la tasa de mortalidad del 9 %. La esperanza de vida promedio es de 70 años.
La densidad de población subió de 2,8 hab/km² a 3,4 hab/km².
La mayoría de la población se concentra en Australia, Nueva Zelanda y Papúa Nueva Guinea, siendo el 92,1 % de la población de Oceanía. El resto de la población se divide en los demás países insulares del continente de Micronesia, Melanesia y Polinesia.

### Etnografía

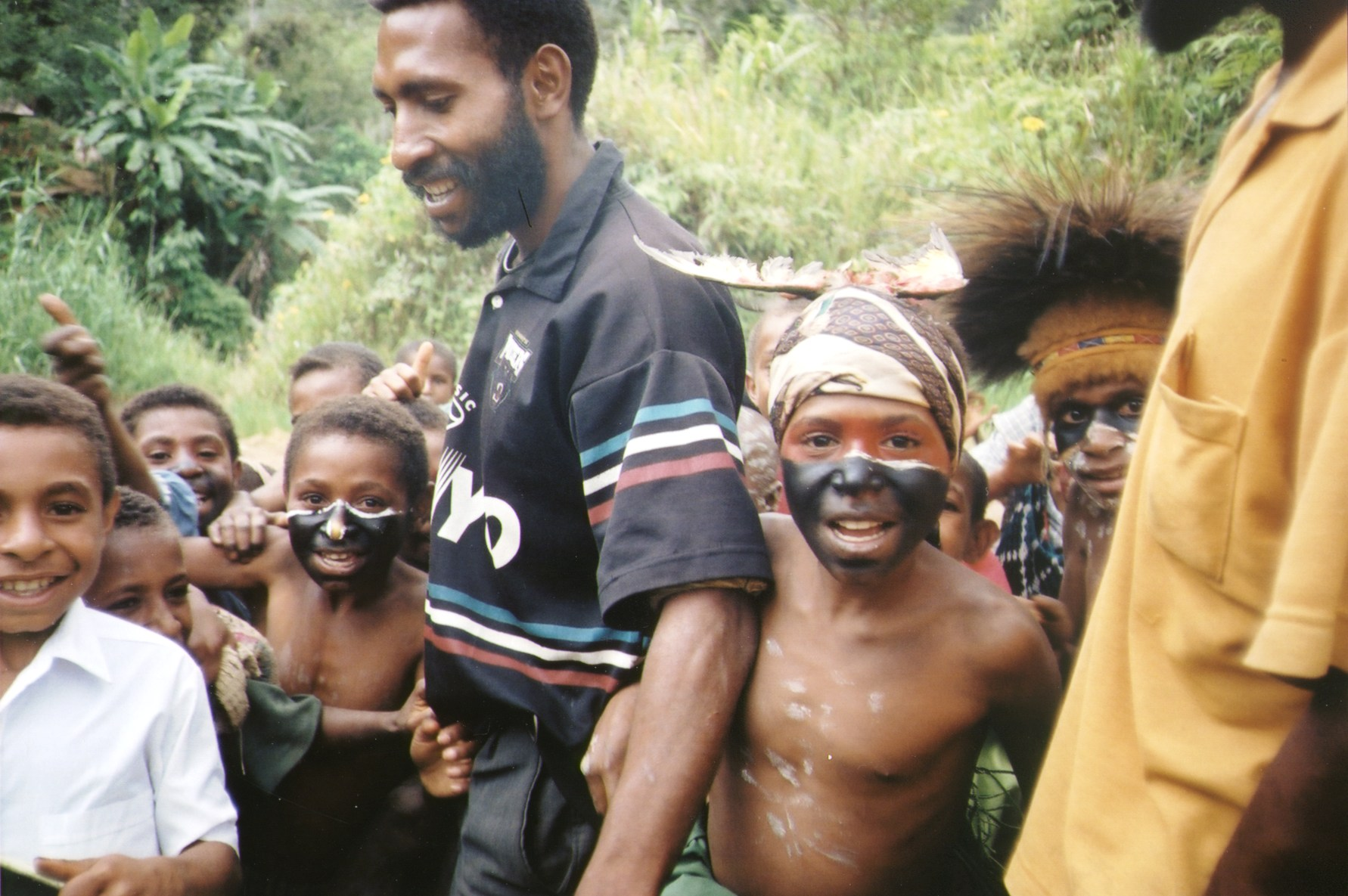
Niños nativos de Papúa Nueva Guinea.

La población es heterogénea, gran parte de la población se concentra en grupos étnicos nativos de la Polinesia, Micronesia y Melanesia. Otra gran parte de las personas que viven en el continente son descendientes de los primeros colonizadores europeos, principalmente de ascendencias británica, irlandesa, alemana, neerlandesa, francesa y una pequeña parte desciende de españoles. Otro grupo étnico es el asiático, que a pesar de representar un bajo porcentaje del total, es el tercer grupo étnico más común de Oceanía. Esto se podría explicar debido a la gran cantidad de inmigrantes asiáticos, especialmente de Indochina, que recibe el continente desde hace ya muchos años.
En Nueva Zelanda, el censo de 2018, determinó que el 71,8 % de la población neozelandesa es étnicamente europea, mientras que tan solo el 16,5 % era maorí (un grupo nativo de Oceanía, el principal de Nueva Zelanda) y que el 15,3 % era asiático. En Australia los descendientes de europeos son el 78 % de la población, mientras los desencuentros de nativos representan solo 2,8 % de la población total australiana, el porcentaje más bajo de nativos oceánicos de los países del continente.
En otros países como Papúa Nueva Guinea, Vanuatu, las Islas Salomón, Palaos, Fiyi, Samoa y Tonga, la mayoría de la población es descendente de tribus nativas de Micronesia, Melanesia y Polinesia, mientras que los descendentes de asiáticos y europeos representan una pequeña parte de la población total de estos pequeños países. Aunque la cantidad de personas relacionadas con la etnia asiática sigue creciendo, la etnia europea sigue siendo la segunda con más presencia en los países más pequeños de Oceanía.

### Lenguas de Oceanía
Por número de personas las cuatro lenguas con mayor número de hablantes nativos en Oceanía son el inglés, el tok pisin, el francés y el hindi de Fiyi, las cuatro son lenguas con origen alóctono (autóctono de la región). Las lenguas nativas con mayor número de hablantes son el samoano, el fiyiano (austronesios) y el enga (papú).
La lengua más utilizada es el inglés, seguido del tok pisin (criollo) y del francés.
En algunas islas, principalmente en la Isla de Pascua (Rapa Nui), bajo soberanía chilena, se habla el español. Minoritariamente se habla también en las islas estadounidenses de Guam y las Islas Marianas del Norte, y ha influido notoriamente en el idioma chamorro, hablado por los indígenas de ambos países. Existen también otras lenguas criollas locales de influencia española, que son habladas en Micronesia y Palaos, ambos países que forman parte del archipiélago de las Carolinas.
Además, el Portugués también es hablado en esa región, debido principalmente a la cantidad de hablantes en Timor Oriental.

#### Lenguas autóctonas

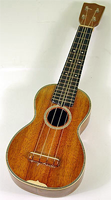
Un ukelele, palabra de origen hawaiano que pasó al inglés y al español.

En Oceanía se hablan más de 1500 lenguas, cuya clasificación presenta aún bastantes dudas (especialmente en lo referente a las lenguas de origen pre-austronesio). A grandes rasgos se pueden diferenciar tres grupos:
- Las lenguas oceánicas que constituyen un grupo de las lenguas austronésicas y forman el estrato de lenguas autóctonas más recientes.
- Las lenguas papúes que engloban tanto lenguas no austronésicas de Papúa Nueva Guinea, Irian Jaya y las islas Salomón.
- Las lenguas aborígenes de Australia, las que a veces se clasifica junto a las lenguas de Tasmania (aunque no necesariamente estén emparentadas).

Las primeras poblaciones de Australia y Nueva Guinea proceden de las primeras migraciones de la humanidad (proceso que se había iniciado en África). Cuando los primeros seres humanos poblaron esos territorios ambos formaban parte de una única masa de tierra, llamada Sahul, que incluía también a Tasmania. Estos hechos llevaron a Joseph Greenberg a especular sobre un origen común de las lenguas de estos territorios, que se denomina hipótesis indopacífica, que incluiría además el tasmanio (ya extinguido) y las lenguas andamanesas. Sin embargo, la enorme diversidad de estas lenguas y la escasa evidencia disponible para dichas hipótesis hacen que los dos últimos grupos solamente se consideren agrupaciones geográficas útiles, pero no grupos lingüísticos filogenéticos genuinos.
Las lenguas austronesias de Oceanía fueron divididas inicialmente según un criterio geográfico: Melanesia, Polinesia, Micronesia y Nueva Zelanda, sin embargo, estas divisiones no representan agrupaciones lingüísticas adecuadas (ver lenguas oceánicas). Las lenguas polinesias, de Fiyi y las lenguas micronesias parecen formar un grupo filogenético dentro de las lenguas oceánicas centro-orientales, mientras que las lenguas de Melanesia y otras áreas forman parte de diferentes familias oceánicas y por tanto no forman ningún grupo filogenético válido. Dentro de las lenguas polinesias se encuentran las lenguas de la isla de Pascua (rapanui) o Hawái (hawaiano) hasta Nueva Zelanda (maorí). El parentesco de estas lenguas polinesias ya fue detectado en los primeros viajes del capitán Cook.
Las lenguas no austronésicas de Nueva Guinea, llamadas lenguas papúes, solo fueron razonablemente conocidas a partir del siglo XX. Su clasificación fue altamente controversial hasta los trabajos de Stephen Wurm (1975) y Malcolm Ross (2005). Esos trabajos sugieren que las lenguas papúes no forman una familia lingüística, sino varias familias altamente diversas. La mayor de estas familias está formada por las lenguas trans-neoguineanas que incluye centenares de lenguas. A este grupo pertenece el kate, que fue lengua franca de varios grupos antes de la expansión del tok pisin y el dani, lengua conocida por ser una de las pocas del mundo con solo dos términos para designar colores.
En cuanto a las lenguas de Australia, de las aproximadamente 750 que se hablaban en la isla antes de la llegada de los europeos, quedan actualmente unas 200, muchas de ellas con los últimos hablantes.
En muchas regiones de Oceanía, las lenguas autóctonas no han resistido la presión de la colonización y es actualmente la zona del mundo donde más lenguas autóctonas desaparecen. El samoano, lengua oficial de Samoa hablada por más 300 000 personas, es una de las pocas excepciones. Un caso curioso es la lengua llamada beach-la-mar, criollo de base léxica inglesa, francesa, española e indígena. Esta lengua se utiliza como lengua puente del Pacífico no francófono y tiene, incluso, un diccionario y una literatura.
Algunas palabras procedentes de las lenguas de Oceanía han tenido una gran difusión a través del inglés. Entre estas podemos citar ukelele (del hawaiano), tabú y tatuaje (del tóngico) y kiwi (del maorí). De las lenguas australianas nos ha llegado la palabra bumerang, que es originariamente el nombre de un grupo étnico local, así como algunos nombres de animales como dingo, koala y canguro.

### Características de la población
En Oceanía la población varía dependiendo de las distintas regiones y países. En Australia y Nueva Zelanda la mayor parte de la población es adulta, superando ampliamente a la población joven. En cambio, en Fiyi, Kiribati, Papúa Nueva Guinea, Vanuatu y las colonias pertenecientes a Francia, al Reino Unido y a Estados Unidos, la mayor parte de la población está compuesta por jóvenes.
Por otra parte, en Papúa Nueva Guinea existe una mayor proporción de población adulta, pero con un envejecimiento mucho menor que en los otros países del continente.

### Países por índice de desarrollo humano (IDH)
| Puesto | País           | IDH (2020)       |
| ------ | -------------- | ---------------- |
| 1      | Australia      | 0,944 (Muy alto) |
| 2      | Nueva Zelanda  | 0,931 (Muy alto) |
| 3      | Palaos         | 0,826 (Muy alto) |
| 4      | Fiyi           | 0,743 (Alto)     |
| 5      | Tonga          | 0,725 (Alto)     |
| 6      | Samoa          | 0,715 (Alto)     |
| 7      | Islas Marshall | 0,704 (Alto)     |
| 8      | Kiribati       | 0,630 (Medio)    |
| 9      | Micronesia     | 0,620 (Medio)    |
| 10     | Vanuatu        | 0,609 (Medio)    |

Las Islas Marshall, Nauru y Tuvalu no fueron incluidos en el último informe sobre desarrollo humano del PNUD. Sin embargo sí fueron calculados en el año 2008, marcando los siguientes índices:
| Puesto | País   | IDH (2015)   |
| ------ | ------ | ------------ |
| 1      | Nauru  | 0,721 (alto) |
| 2      | Tuvalu | 0,711 (alto) |

## Cultura

### Religión

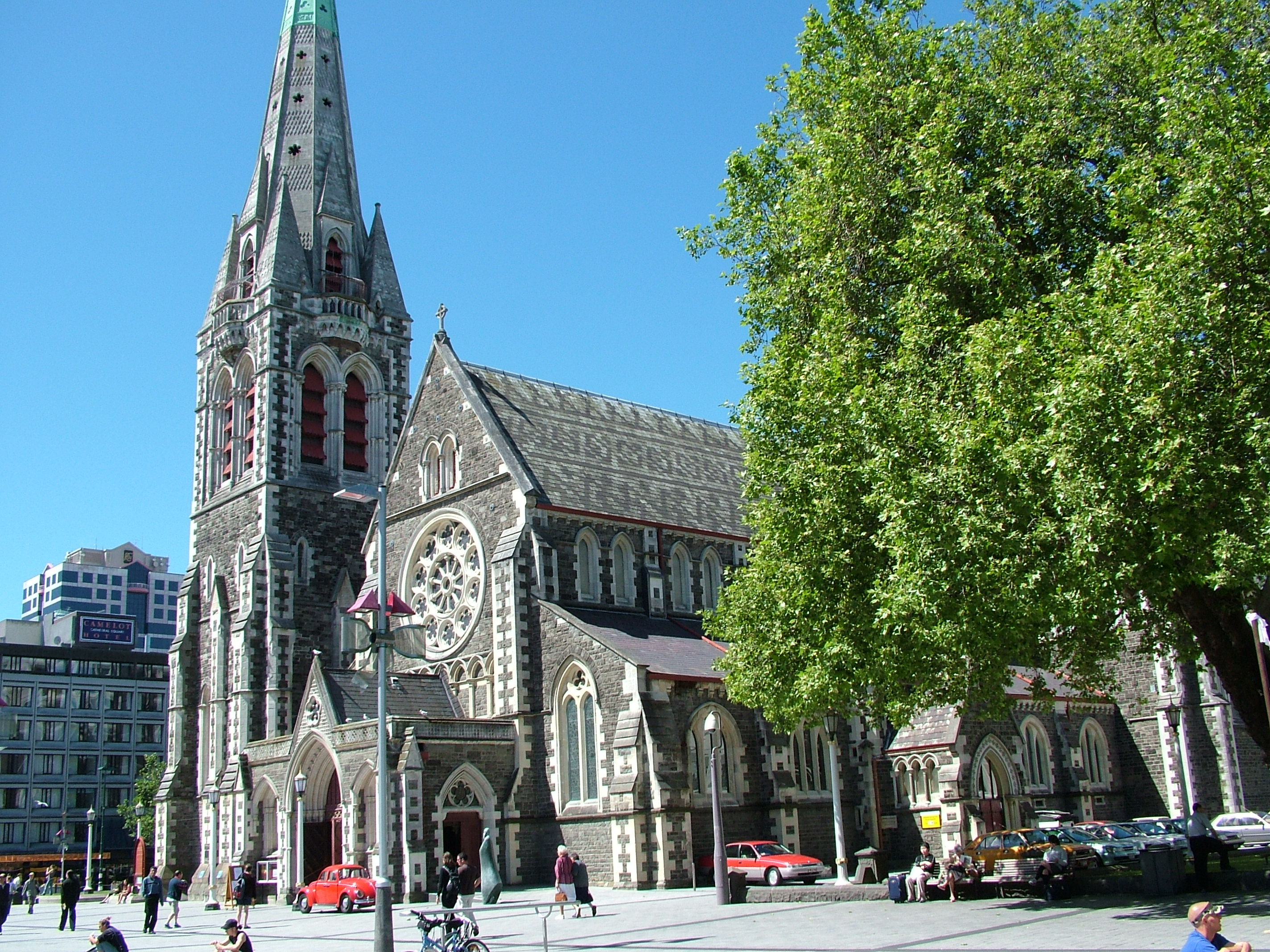
La Catedral de Christchurch (Nueva Zelanda).

El 42,7 % de la población es protestante, el 24,7 % es católica, tan solo el 2,2 % pertenecen a la Iglesia ortodoxa y el 14,8 % profesan otras denominaciones cristianas (En total, el 86,6 % del continente es cristiano). Hay bajos porcentajes de nativos hinduistas (1,10 %), a pesar de que en Fiyi es la segunda religión más popular después del cristianismo, budistas (0,8 %), musulmanes (0,8 %) y de religiones tradicionales (0,8 %). El 13,1 % restante profesa otras religiones.
En resumen, 24 451 000 oceánicos son cristianos, 345 000 hinduistas, 266 000 budistas, 248 000 musulmanes, 259 000 de religiones tradicionales y 3 891 000 nativos pertenecen a otras religiones.

### Arte

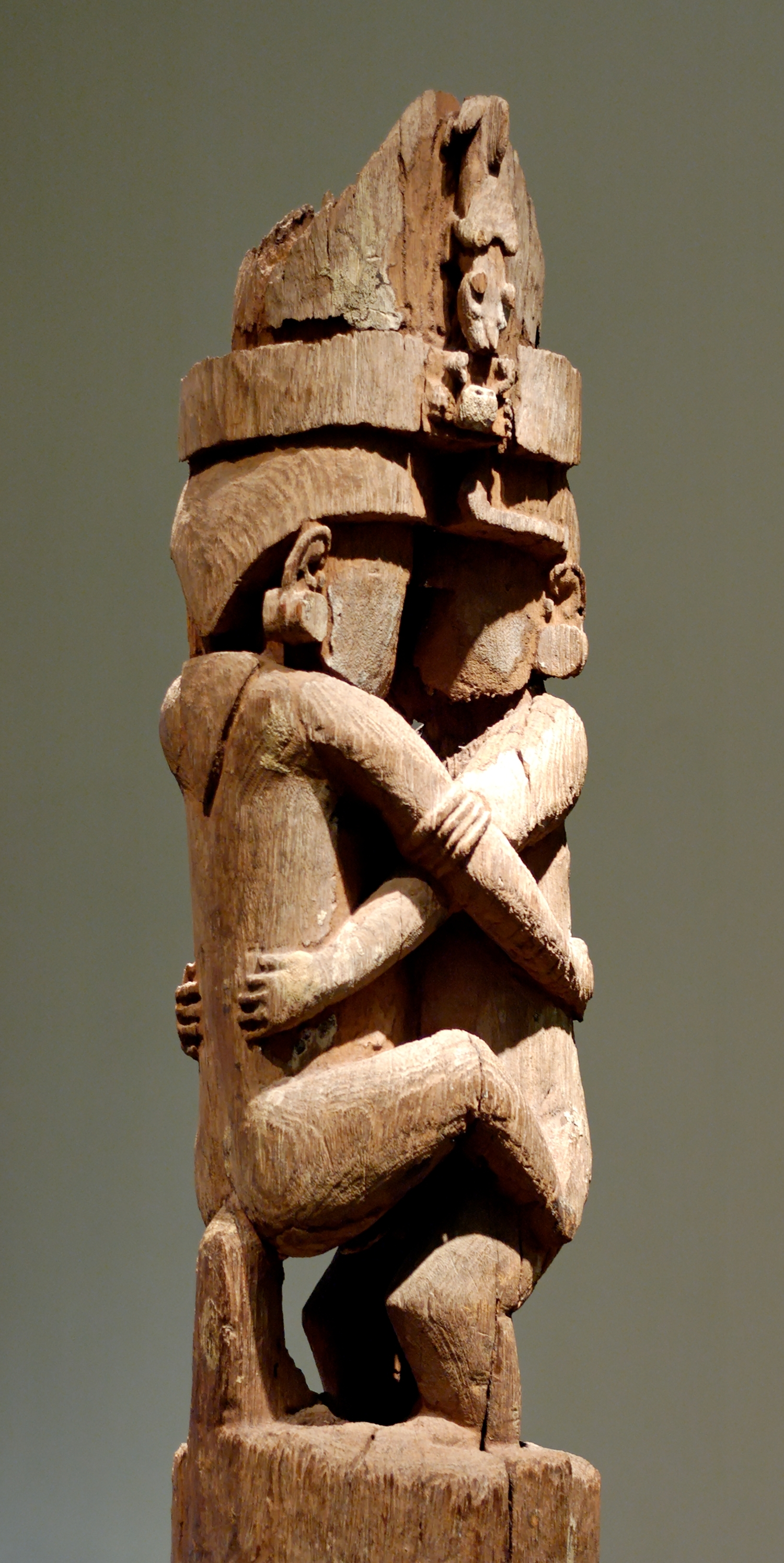
Un pilar de una casa de ceremonias de las Islas Salomón, un ejemplo del arte melanesio.

El arte tradicional de Oceanía tiene un sentido mágico-simbólico, originado por la preocupación religiosa y manifestado en ídolos, máscaras, armas, tatuajes y adornos. Los polinesios hacen llamativos tatuajes corporales; es más evolucionado el arte de los maoríes de Nueva Zelanda, con su arquitectura en madera, de una decoración muy rica, y grandes máscaras labradas; también llaman la atención sus figurillas de jade (tikis). En la Isla de Pascua son famosas las gigantescas estatuas de medio cuerpo, de piedra volcánica, alguna de hasta 15m de altura. Los melanesios decoran con figuras humanas y de animales las proas de sus piraguas y realizan máscaras de danza; en Nueva Guinea destacan las macabras estatuas de antepasados y la talla y adorno de cráneos de difuntos. En el arte de los micronesios resalta la elaboración de esteras.

## Deportes

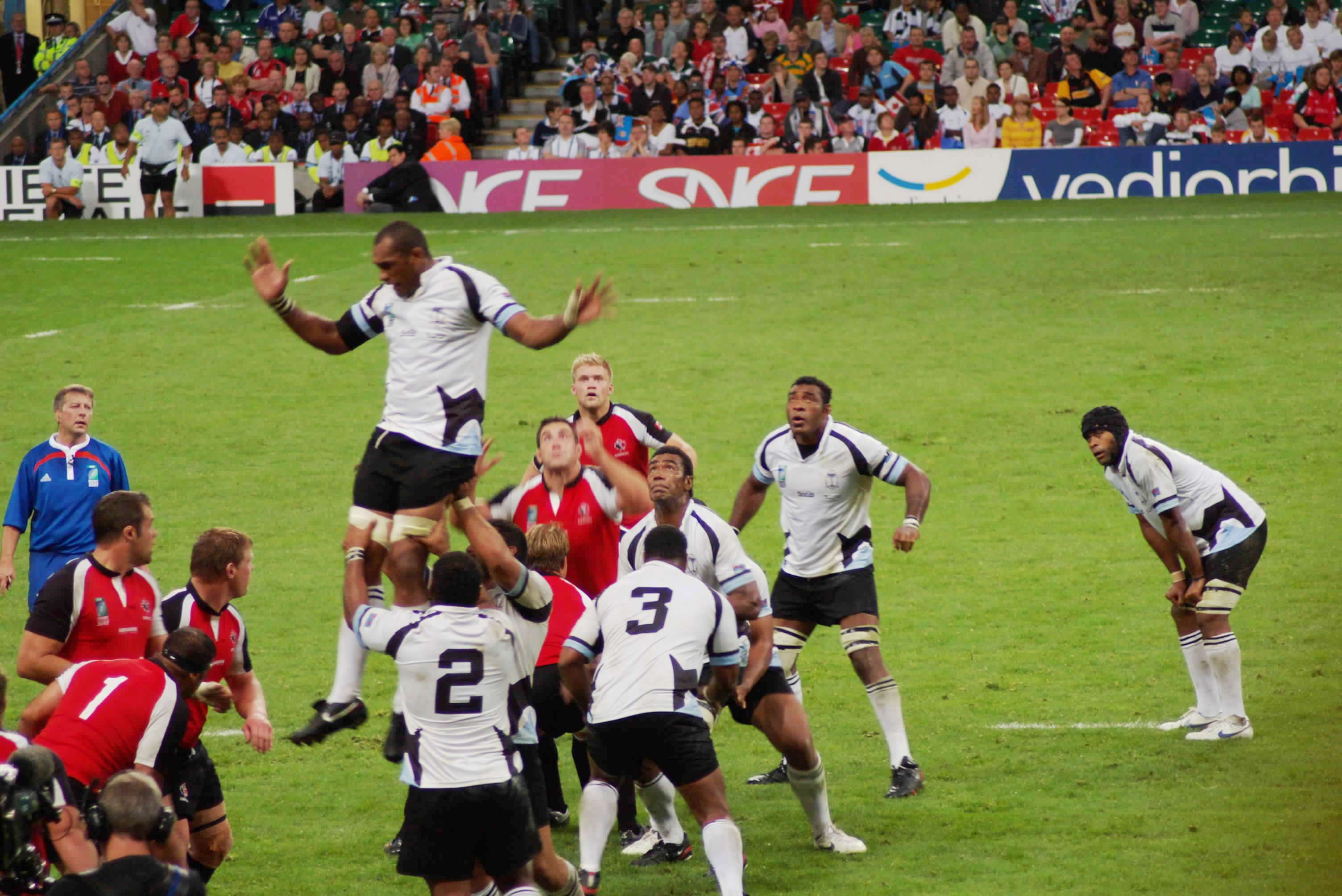
La selección de rugby de Fiyi durante la Copa Mundial de 2007.

Los dos deportes más populares son el rugby y el fútbol, aunque también el críquet, el culturismo, el béisbol, el baloncesto, el squash, el surf, la natación y algunos deportes locales, jugados por nativos, son también deportes practicados por los pobladores de Oceanía.

### Rugby

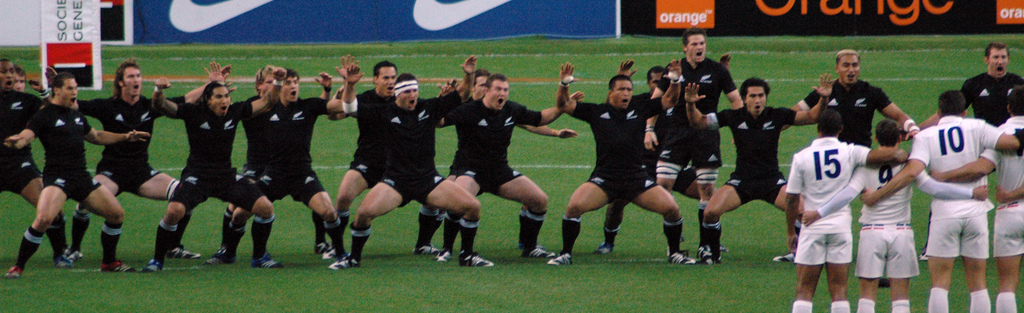
Los All Blacks realizando un haka.

El rugby es el deporte más popular en Fiyi, Nueva Zelanda, Samoa, y Tonga, y goza también de buena popularidad en Australia (donde es el tercer deporte más popular, detrás del críquet y el fútbol australiano respectivamente) y Papúa Nueva Guinea (donde el deporte más popular es el rugby a 13, una variedad del rugby tradicional).
El torneo continental oceánico de rugby es la Copa del Pacífico, que se disputa desde 1975 y que incluye a todos los seleccionados de Oceanía y a equipos alternativos neozelandeses y australianos. Las primeras 4 ediciones (1974, 1977, 1986 y 1988) fueron ganadas por el seleccionado maorí de Nueva Zelanda, los siguientes dos campeonatos (1990 y 1992) quedaron para Samoa. Las ediciones de 1994 y 2006 fueron ganadas por el combinado tongano. Nueva Zelanda XIII en 1997, las Islas Cook en 2004 y Papúa Nueva Guinea en 2009 ostentan un solo título.
Nueva Zelanda y Australia son las selecciones más importantes de Oceanía, compiten a nivel internacional en todas las ediciones de la Copa Mundial de Rugby y el Torneo de las Tres Naciones. Nueva Zelanda consiguió el título mundial tres veces (1987 , 2011 y 2015) y el Torneo de las Tres Naciones en 9 ocasiones, mientras que Australia obtuvo el campeonato del mundo 2 veces (1991 y 1999), y el Torneo de las Tres Naciones en dos oportunidades. Estos dos países envían equipos alternativos a participar de los torneos continentales para poder mantener a los jugadores principales para los dos torneos más importantes a nivel mundial de rugby.
Fiyi, Tonga y Samoa son también selecciones importantes a nivel internacional, ya que compiten con frecuencia en la Copa Mundial de Rugby y en otros torneos de rugby unión. Estos tres seleccionados se enfrentan cada año en la Pacific Nations Cup, el torneo sufrió cambios continuos de participantes, llegando a participar la selección júnior de Nueva Zelanda, el elenco de maoríes neozelandeses y la selección alternativa de Australia, a pesar de esto, desde 2010 logró su forma actual, los tres seleccionados del Pacífico más Japón. Solo una vez una de las tres selecciones oceánicas pudo conquistar el título, lo hizo Samoa en 2010, ya que Nueva Zelanda Júnior ganó las ediciones 2006, 2007 y 2009, Maoríes de Nueva Zelanda se quedó con el torneo celebrado en 2008 y Japón ganó el campeonato de 2011.
En rango de jerarquía, detrás de Fiyi, Samoa y Tonga aparecen los combinados de Papúa Nueva Guinea y las Islas Cook que tienen el gran logro de haber conseguido un título en la Copa del Pacífico. Juegan en prácticamente todas las ediciones de dicha copa, aunque nunca ninguno de los dos seleccionados llegó a jugar una Copa Mundial u otro torneo de rugby unión.
Samoa Americana es otra selección de Oceanía de buen nivel, a pesar de ello, nunca llegó a disputar una Copa Mundial, aunque si jugó en tres ediciones de la Copa del Pacífico (1988, 1992 y 1994) sin poder lograr nunca un título. Niue representa otro seleccionado que nunca ha podido alzarse con títulos pero que si posee un cierto reconocimiento a nivel continental.

### Fútbol

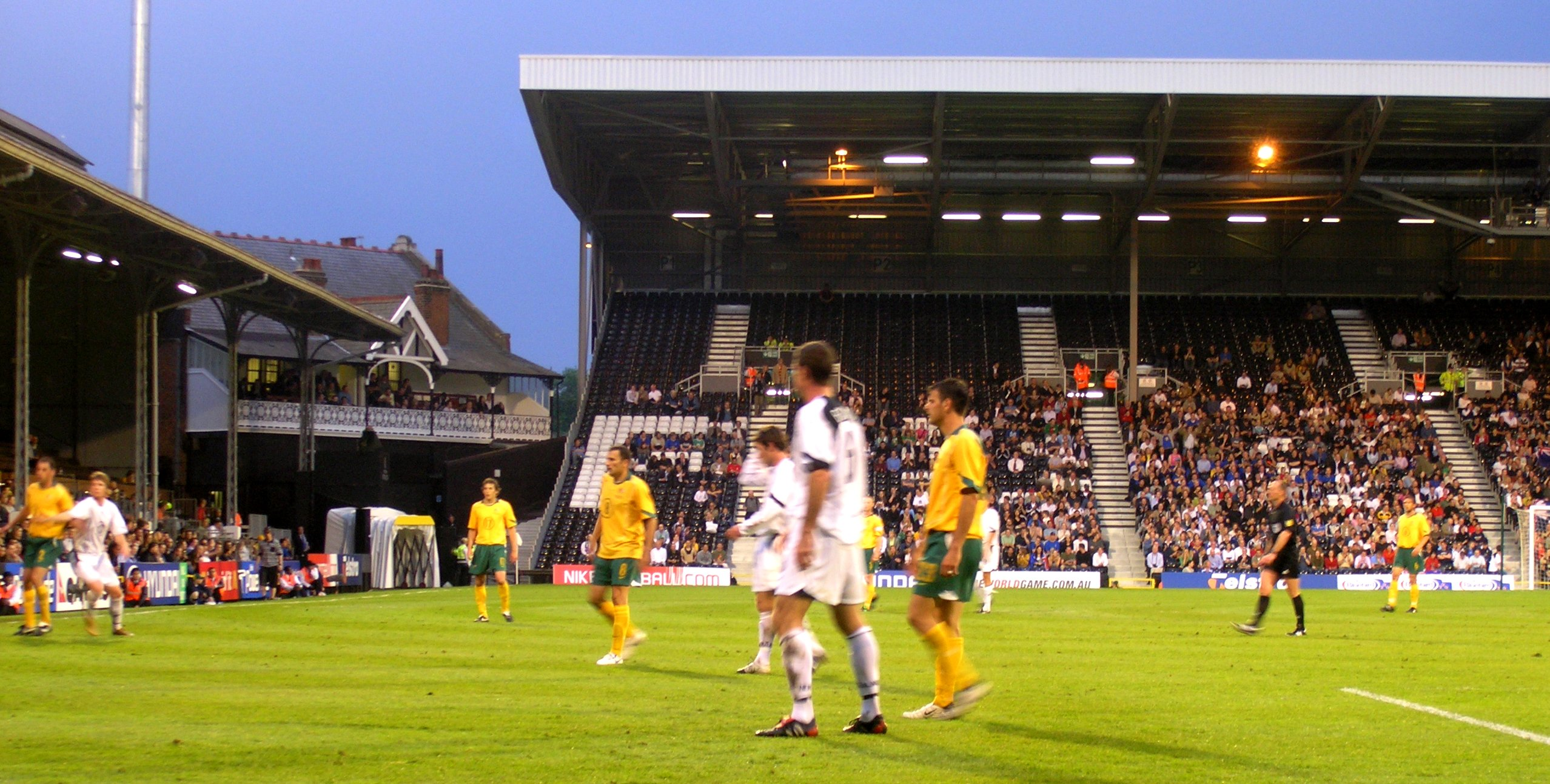
Partido amistoso entre y jugado el 9 de junio de 2005 en Londres.

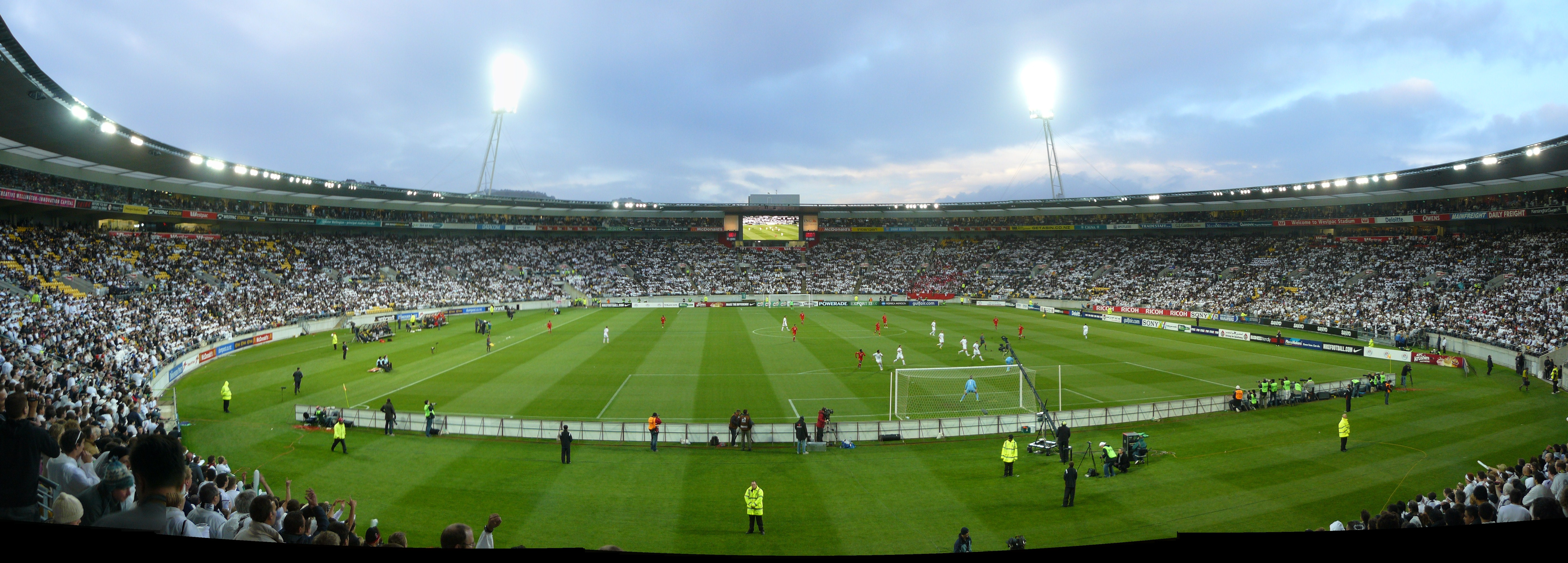
El Estadio Westpac localizado en Wellington durante el encuentro entre los All Whites y que garantizó la participación de Nueva Zelanda en una Copa Mundial luego de 28 años.

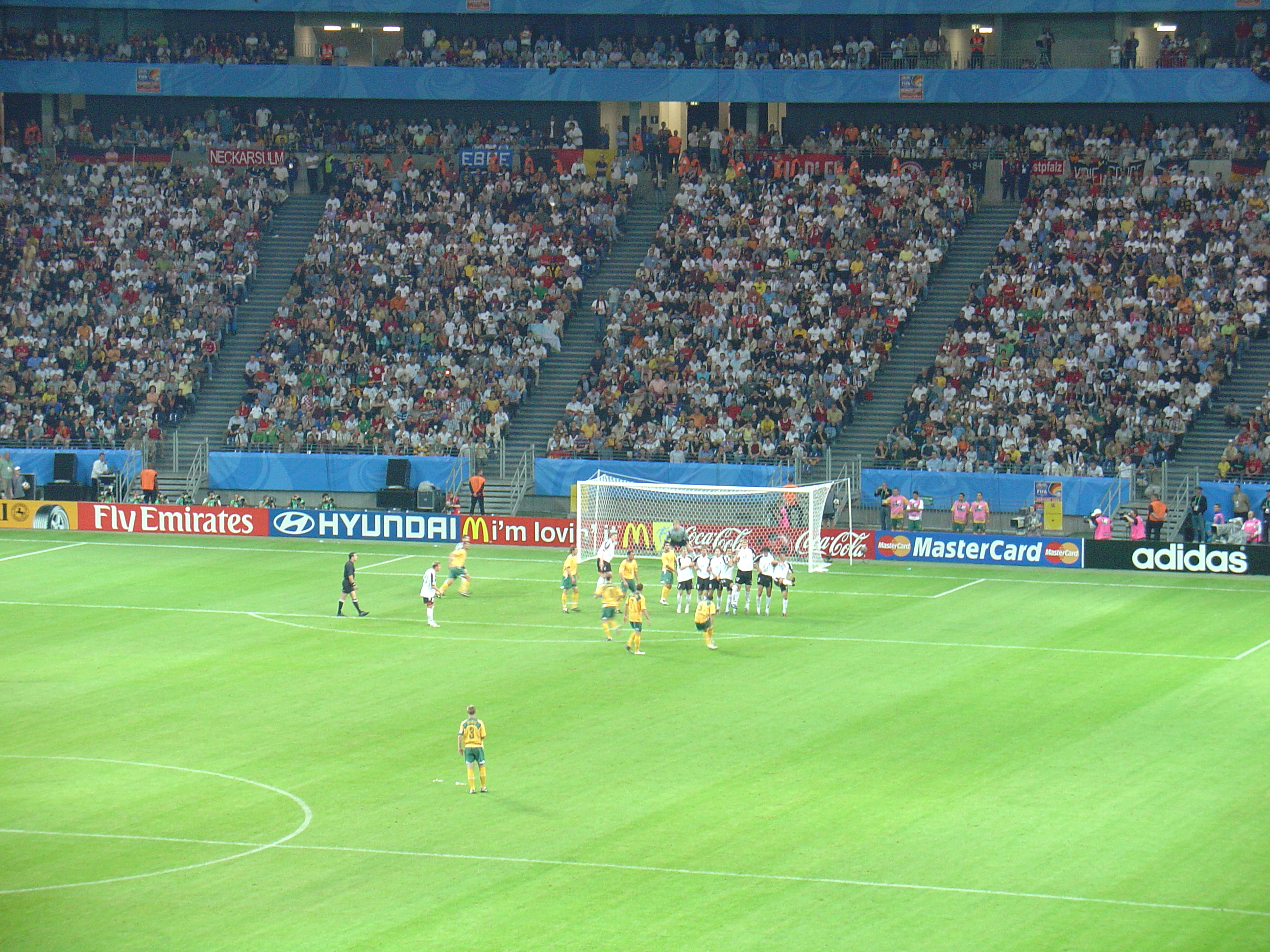
Los Socceroos en un cotejo ante Alemania durante la Copa FIFA Confederaciones 2005.

El fútbol no es tan practicado por los pobladores de Oceanía como el rugby, pero es el deporte más popular en Kiribati, Salomón, Tuvalu y Vanuatu. Como sucede en el rugby, las selecciones de Australia y Nueva Zelanda son las de mayor nivel, mientras que otras selecciones importantes oceánicas son Fiyi, las Islas Salomón, Nueva Caledonia, Vanuatu, Papúa Nueva Guinea y Tahití. La Confederación de Fútbol de Oceanía (comúnmente abreviada OFC) es el máximo ente futbolístico de Oceanía, posee 11 miembros, las selecciones ya nombradas (exceptuando a Australia que en 2006 se adhirió a la AFC) y las Islas Cook, Samoa, Samoa Americana y Tonga. Además de 2 selecciones asociadas (miembros de la OFC, pero no de la FIFA), Tuvalu y Kiribati (Niue dejó de serlo en 2021). Palaos y las Islas Marianas del Norte fueron antiguos miembros asociados, pero hoy los primeros no están afiliados a ninguna confederación ni a FIFA mientras que los segundos se encuentran en la AFC, al igual que Guam.
El máximo torneo continental a nivel selecciones es la Copa de las Naciones de la OFC que se disputa desde 1973, edición que ganó Nueva Zelanda. El combinado neozelandés repitió esta hazaña cuatro veces más, en 1998, 2002, 2008 y 2016. Australia ganó los torneos disputados en 1980, 1996, 2000 y 2004. Estas dos son las únicas selecciones que han podido conquistar más de dos títulos en el campeonato. Si exceptuamos a Australia y Nueva Zelanda, solo Tahití pudo lograr un campeonato (2012).
Por otro lado, en el Fútbol femenino, al igual que en fútbol masculino, Australia y Nueva Zelanda son las mejores selecciones del continente, goleando a todas la selecciones en todos los torneos (exceptuando los partidos entre sí). El Campeonato Femenino de la OFC, es la máxima competición a nivel continental en la cual la selección neozelandesa es la más ganadora del certamen con 6 títulos, le siguen Australia, Taiwán y Papúa Nueva Guinea. Ahora, sin Australia ni Taiwán, Nueva Zelanda, prácticamente no tiene rival en la OFC, puesto a que logra goleadas increíbles (14-0, 10-0, 11-0 a Vanuatu, Islas Cook y Papúa Nueva Guinea, respectivamente en 2010), aunque en los mundiales, Nueva Zelanda no hace buenos papeles. Otra selección importante en la OFC es Papúa Nueva Guinea que gana con superioridad al resto de los países, aunque es goleada por Nueva Zelanda, hasta que consiguieron el campeonato en 2022, debido a la ausencia de las neozelandesas. 
A nivel internacional la OFC es la confederación más débil de las seis asociaciones miembros de la FIFA. Australia ha disputado 5 mundiales (en los tres últimos ya era miembro de la AFC). Se clasificó siendo miembro de la OFC a los dos mundiales que se disputaron en Alemania, 1974 y 2006. En 1974 perdió los tres partidos de la fase de grupos y no pudo marcar goles; mientras que en 2006 consiguió 4 puntos (una victoria y un empate, perdiendo el tercer partido) y marcó 5 goles. Nueva Zelanda, por su parte, jugó los mundiales de España 1982 y Sudáfrica 2010, en 1982 fue goleado en sus tres partidos, pero en 2010 fue la única selección que no perdió ningún partido, empatando en sus tres partidos en la fase de grupos. En ambas citas marcó dos goles (4 en total).
Solo una vez una selección oceánica superó la fase de grupos, lo hizo Australia en 2006 aunque fue eliminada en octavos de final a manos de la selección italiana, que días después obtendría el título mundial.
A nivel de clubes, todos los países cuentan con ligas semiprofesionales, además de sus respectivas copas. Australia y Nueva Zelanda, además de la liga oficial, poseen múltiples campeonatos regionales. El nivel de la A-League australiana crece año tras año, mientras que la ASB Premiership neozelandesa trata de ganar relevancia mundial. La Liga Nacional de Fútbol de Fiyi, la Superliga de Nueva Caledonia, la Primera División de Vanuatu, la S-League de Islas Salomón, la Liga Nacional de Fútbol de Papúa Nueva Guinea y la Tahití Division Federale son ligas que están avanzando en nivel futbolístico. El campeonato de clubes a nivel continental es la Liga de Campeones de la OFC en la que solo en dos ocasiones un equipo fuera de Australia y Nueva Zelanda lograron un título, el Hekari United de Papúa Nueva Guinea y el Hienghène Sport de Nueva Caledonia. El campeón del torneo se clasifica para la Copa Mundial de Clubes de la FIFA. El mejor puesto alcanzado por un equipo de Oceanía en este torneo fue el tercer lugar logrando por Auckland City FC en la edición 2014. Además de los equipos neozelandeses, otros tres clubes oceánicos han participado en esta competición: el Hekari United de Papúa Nueva Guinea (edición 2010), el Hienghène Sport neocaledonio (edición 2019) y el Pirae polinesio (edición 2021).